# Liste von Kriegsfilmen – Zweiter Weltkrieg
Diese sortierbare Liste behandelt Kriegsfilme, die den Zweiten Weltkrieg zum Thema haben und deren Handlungen einen herausragenden Bestandteil der Geschichte widerspiegeln. Die Liste erhebt keinen Anspruch auf Vollständigkeit.
Weitere Kriegsfilme befinden sich im Hauptartikel Liste von Kriegsfilmen.

| Deutscher Titel | Originaltitel | Regie                                                                                 | Produktionsland                                                                              | Jahr      | Anmerkung                                                            |
| --- | --- | ------------------------------------------------------------------------------------- | -------------------------------------------------------------------------------------------- | --------- | -------------------------------------------------------------------- |
| 08/15 (1. Teil) | 08/15 (1. Teil) | Paul May                                                                              | Deutschland                                                                                  | 1954      |                                                                      |
| 08/15 – Im Krieg (2. Teil)                                                                                                  | 08/15 – Im Krieg (2. Teil)                                                                                                | Paul May                                                                              | Deutschland                                                                                  | 1954      |                                                                      |
| 08/15 in der Heimat (3. Teil)                                                                                               | 08/15 in der Heimat (3. Teil)                                                                                             | Paul May                                                                              | Deutschland                                                                                  | 1954      |                                                                      |
| 10 Uhr 30: Attentat, auch: Das Attentat, auch: Sieben Mann im Morgengrauen                                                  | Atentát | Jirí Sequens                                                                          | Tschechoslowakei                                                                             | 1954      |                                                                      |
| 1000 Yards zwischen Leben und Tod                                                                                           | Thousand Yard Stare | Aaron Kurmey                                                                          | Kanada                                                                                       | 2018      |                                                                      |
| 13 Rue Madeleine | 13 Rue Madeleine | Henry Hathaway                                                                        | USA                                                                                          | 1947      |                                                                      |
| Siebzehn Augenblicke des Frühlings                                                                                          | Semnadtsat mgnoveniy vesny                                                                                                | Tatyana Lioznova                                                                      | Sowjetunion                                                                                  | 1973      | TV-Mini Serie                                                        |
| 19 djevojaka i Mornar | | Milan Kosovac                                                                         | Jugoslawien                                                                                  | 1971      |                                                                      |
| 1939 Battlefield Westerplatte – The Beginning Of World War 2                                                                | Tajemnica Westerplatte | Pawel Chochlew                                                                        | Litauen / Polen                                                                              | 2013      |                                                                      |
| 1941 | 1941 | Valery Shalyga                                                                        | Russland                                                                                     | 2009      | erste und mehrteilige Staffel einer Fernsehserie                     |
| 1941 – Wo bitte geht’s nach Hollywood                                                                                       | 1941 | Steven Spielberg                                                                      | USA                                                                                          | 1979      |                                                                      |
| 1941 Hong Kong on Fire | Heung Gong Lun Haam | Chin Man-Kei                                                                          | Hongkong                                                                                     | 1994      |                                                                      |
| 1942 | 1942 | Valery Shalyga                                                                        | Russland                                                                                     | 2011      | zweite und 16-teilige Staffel einer Fernsehserie (je ca. 43 Minuten) |
| 1942: Ostfront | Rzhev | Igor Kopylov                                                                          | Russland                                                                                     | 2019      |                                                                      |
| 1943 – Operation Russland                                                                                                   | Pioniere voran | Victor Sträucher                                                                      | Russland                                                                                     | 2007      |                                                                      |
| 1944 – Das Grauen des Krieges                                                                                               | Boi mestnowo snatschenija                                                                                                 | Alexander Alexandrow                                                                  | Russland                                                                                     | 2008      |                                                                      |
| 1944 – Die Brücke über die Elbe                                                                                             | No importa morir | León Klimovsky                                                                        | Italien / Spanien                                                                            | 1969      |                                                                      |
| 1945 | | Nic de Jager                                                                          | Südafrika                                                                                    | 1983      | TV-Serie                                                             |
| 1945: Eine Geschichte | | Nils Kuphal                                                                           | Deutschland                                                                                  | 2011      |                                                                      |
| 1945 – Frozen Front | Preboj | Dejan Babosek                                                                         | Slowenien                                                                                    | 2019      |                                                                      |
| 2 Supertypen in Afrika | Général... nous voilà! | Jacques Besnard                                                                       | Frankreich                                                                                   | 1978      |                                                                      |
| 20 Tage ohne Krieg | Dwadzat dnei bes woiny | Alexei German                                                                         | Sowjetunion                                                                                  | 1976      |                                                                      |
| 28 Gardisten | Dwadzat wossem panfilowzew                                                                                                | Andrei Schalopa                                                                       | Russland                                                                                     | 2016      |                                                                      |
| 2,000 Women | | Frank Launder                                                                         | Großbritannien                                                                               | 1944      |                                                                      |
| 28 Soldiers – Die Panzerschlacht                                                                                            | Dvadtsat vosem panfilovtsev                                                                                               | Kim Druzhinin                                                                         | Russland                                                                                     | 2016      |                                                                      |
| 28i Oktovriou, ora 5,30 | | Kostas Karagiannis                                                                    | Griechenland                                                                                 | 1975      |                                                                      |
| 36 Stunden | 36 Hours | George Seaton                                                                         | USA                                                                                          | 1964      |                                                                      |
| 36 Stunden in der Hölle | 36 ore all’inferno | Roberto Bianchi Montero                                                               | Italien                                                                                      | 1969      |                                                                      |
| 4 Tage im Mai, auch: Vier Tage im Mai                                                                                       | | Achim von Borries                                                                     | Deutschland / Russland / Ukraine                                                             | 2011      |                                                                      |
| 49th Parallel | The 49th Parallel | Michael Powell                                                                        | Großbritannien                                                                               | 1941      |                                                                      |
| 6.6. 6 Uhr 30 – Durchbruch in der Normandie                                                                                 | Breakthrough | Lewis Seiler                                                                          | USA                                                                                          | 1950      |                                                                      |
| 67 Tage – Die Republik von Uzice                                                                                            | Uzicka Republika | Žika Mitrović                                                                         | Jugoslawien                                                                                  | 1974      |                                                                      |
| Sieben Tage ohne Gnade | The Thin Red Line | Andrew Marton                                                                         | USA                                                                                          | 1964      |                                                                      |
| 7 vor Marsa Matruh, auch: 7 vor Marsa Matruk                                                                                | I sette di Marsa Matruh                                                                                                   | Mario Siciliano                                                                       | Italien                                                                                      | 1964      |                                                                      |
| 99-nen no ai: Japanese Americans                                                                                            | | Katsuo Fukuzawa                                                                       | Japan                                                                                        | 2010      | TV-Serie                                                             |
| Â dôki no sakura | | Sadao Nakajima                                                                        | Japan                                                                                        | 1967      |                                                                      |
| Â kaigun | | Mitsuo Murayama                                                                       | Japan                                                                                        | 1969      |                                                                      |
| Â koe naki tomo | | Tadashi Imai                                                                          | Japan                                                                                        | 1972      |                                                                      |
| A testa alta | | Maurizio Zaccaro                                                                      | Italien                                                                                      | 2014      |                                                                      |
| A Time for Dying | A Time for Dying | Cirio H. Santiago                                                                     | Philippinen                                                                                  | 1983      |                                                                      |
| A Yank in the R.A.F. | A Yank in the RAF, auch: A Yank in the Royal Air Force                                                                    | Henry King                                                                            | USA                                                                                          | 1941      |                                                                      |
| A Yank on the Burma Road | A Yank on the Burma Road                                                                                                  | George B. Seitz                                                                       | USA                                                                                          | 1942      |                                                                      |
| Â yokaren | | Shinji Murayama                                                                       | Japan                                                                                        | 1968      |                                                                      |
| Abbitte | Atonement | Joe Wright                                                                            | Großbritannien                                                                               | 2007      |                                                                      |
| ABC des Schreckens | Abeceda straha | Fadil Hadzic                                                                          | Jugoslawien                                                                                  | 1961      |                                                                      |
| Abenteuer in Panama | Across the Pacific | John Huston                                                                           | USA                                                                                          | 1942      |                                                                      |
| Achtung! Feind hört mit! | Achtung! Feind hört mit!                                                                                                  | Arthur Maria Rabenalt                                                                 | Deutschland                                                                                  | 1940      | Propagandafilm                                                       |
| Achtung, Banditi!, auch: Achtung! Banditi!                                                                                  | Achtung, Banditi | Carlo Lizzani                                                                         | Italien                                                                                      | 1951      |                                                                      |
| Aerial Gunner | Aerial Gunner | William H. Pine                                                                       | USA                                                                                          | 1943      |                                                                      |
| Aeroporto | Aeroporto | Piero Costa                                                                           | Italien                                                                                      | 1944      |                                                                      |
| Afrikastaffel ME 110 – Ritterkreuzträger Steinhaus                                                                          | Fighter Pilots | Franz Marx                                                                            | USA                                                                                          | 1977      |                                                                      |
| Age of Heroes | Age of Heroes | Adrian Vitoria                                                                        | Großbritannien                                                                               | 2011      |                                                                      |
| Agenten der Nacht | All Through The Night | Vincent Sherman                                                                       | USA                                                                                          | 1942      |                                                                      |
| Agenten sterben einsam | Where Eagles Dare | Brian G. Hutton                                                                       | USA                                                                                          | 1968      |                                                                      |
| Agnes geht in den Tod | L’agnese va a morire | Giuliano Montaldo                                                                     | Italien                                                                                      | 1976      |                                                                      |
| Aishite Imasu 1941: Mahal Kita                                                                                              | Aishite Imasu 1941: Mahal Kita                                                                                            | Joel Lamangan                                                                         | Philippinen                                                                                  | 2004      |                                                                      |
| Aktion im Dunkeln | Agent nr 1 | Zbigniew Kuzminski                                                                    | Polen                                                                                        | 1972      |                                                                      |
| Alarm auf der Valiant | The Valiant, auch: L’affondamento della valiant                                                                           | Roy Ward Baker                                                                        | Großbritannien / Italien                                                                     | 1962      |                                                                      |
| Alarm im Hafen | Port | Juri Tscherny                                                                         | Sowjetunion                                                                                  | 1975      |                                                                      |
| Alarm im Pazifik | The Fighting Seabees | Edward Ludwig                                                                         | USA                                                                                          | 1944      |                                                                      |
| Alarmstart für Geschwader Braddock                                                                                          | The Thousand Plane Raid                                                                                                   | Boris Sagal                                                                           | USA                                                                                          | 1969      |                                                                      |
| Alfa Tau! | Alfa Tau! | Francesco De Robertis                                                                 | Italien                                                                                      | 1942      |                                                                      |
| Allen Gewalten zum Trotz | Reach for the Sky | Lewis Gilbert                                                                         | Großbritannien                                                                               | 1956      |                                                                      |
| 'Allo 'Allo! | | David Croft                                                                           | Großbritannien                                                                               | 1982      | TV-Serie                                                             |
| Als twee druppels water | Als twee druppels water, auch: Like Two Drops of Water                                                                    | Fons Rademakers                                                                       | Niederlande                                                                                  | 1963      |                                                                      |
| Am Berg wächst eine grüne Fichte                                                                                            | U gori raste zelen bor | Antun Vrdoljak                                                                        | Jugoslawien                                                                                  | 1971      |                                                                      |
| Am grünen Strand der Spree, 1. Teil: Das Tagebuch des Jürgen Wilms                                                          | Am grünen Strand der Spree, 1. Teil: Das Tagebuch des Jürgen Wilms                                                        | Fritz Umgelter                                                                        | Deutschland                                                                                  | 1960      |                                                                      |
| Am grünen Strand der Spree, 2. Teil: Der General                                                                            | Am grünen Strand der Spree, 2. Teil: Der General                                                                          | Fritz Umgelter                                                                        | Deutschland                                                                                  | 1960      |                                                                      |
| Am Himmel von China | China Sky | Ray Enright                                                                           | USA                                                                                          | 1945      |                                                                      |
| American Tank Force | Manila, Open City | Eddie Romero                                                                          | USA / Philippinen                                                                            | 1968      |                                                                      |
| An deiner Schwelle | U twojewo poroga | Wassili Ordynski                                                                      | Sowjetunion                                                                                  | 1964      |                                                                      |
| Angels One Five | Angels One Five | George More O’Ferrall                                                                 | Großbritannien                                                                               | 1952      |                                                                      |
| Anonyma – Eine Frau in Berlin                                                                                               | Anonyma – Eine Frau in Berlin                                                                                             | Max Färberböck                                                                        | Deutschland                                                                                  | 2008      |                                                                      |
| Antreten zum Verrecken | Uccidete Rommel | Alfonso Brescia                                                                       | Italien                                                                                      | 1969      |                                                                      |
| Appointment in London | Appointment in London | Philip Leacock                                                                        | Großbritannien                                                                               | 1953      |                                                                      |
| April | Kwiecien | Witold Lesiewicz                                                                      | Polen                                                                                        | 1961      |                                                                      |
| Archiv des Todes | Archiv des Todes | Idee: Rudi Kurz                                                                       | DDR                                                                                          | 1979      | 13-teilige Fernsehserie                                              |
| Ardennen 1944 | Attack, auch: Attack! | Robert Aldrich                                                                        | USA                                                                                          | 1956      |                                                                      |
| Armee im Schatten | L’armée des ombres | Jean-Pierre Melville                                                                  | Frankreich / Italien                                                                         | 1969      |                                                                      |
| Asche und Diamant | Popiół i diament | Andrzej Wajda                                                                         | Polen                                                                                        | 1958      |                                                                      |
| Atlantic Convoy | Atlantic Convoy | Lew Landers                                                                           | USA                                                                                          | 1942      |                                                                      |
| Atunci i-am condamnat pe toti la moarte                                                                                     | Atunci i-am condamnat pe toti la moarte                                                                                   | Sergiu Nicolaescu                                                                     | Rumänien                                                                                     | 1972      |                                                                      |
| Auch Helden können weinen                                                                                                   | The Proud and Profane | George Seaton                                                                         | USA                                                                                          | 1956      |                                                                      |
| Aufklärer im Einsatz, auch: Im vierten Jahr des Krieges                                                                     | Schol tschetwjorty god woiny…                                                                                             | Georgi Nikolajenko                                                                    | Sowjetunion                                                                                  | 1983      |                                                                      |
| Aufstand im Morgengrauen | A Terrible Beauty, auch: The Night Fighters                                                                               | Tay Garnett                                                                           | Großbritannien / USA                                                                         | 1960      |                                                                      |
| Aufstand in Trollness | Edge of Darkness | Lewis Milestone                                                                       | USA                                                                                          | 1943      |                                                                      |
| Aufstieg, auch: Die Erhöhung                                                                                                | Woschozdenie | Larissa Schepitko                                                                     | Sowjetunion                                                                                  | 1977      |                                                                      |
| Ausbruch der 28 | The McKenzie Break | Lamont Johnson                                                                        | Irland / Großbritannien                                                                      | 1970      |                                                                      |
| Australia | Australia | Baz Luhrmann                                                                          | USA / Australien                                                                             | 2008      |                                                                      |
| Band of Brothers – Wir waren wie Brüder                                                                                     | Band of Brothers | Tom Hanks, Steven Spielberg                                                           | USA                                                                                          | 2001      | Zehnteilige Fernsehserie                                             |
| Barfuß durch die Hölle – 1. Teil                                                                                            | Ningen no jôken, auch: Ningen no jôken: Dai 1 bu – Jun’ai hen                                                             | Masaki Kobayashi                                                                      | Japan                                                                                        | 1959      |                                                                      |
| Barfuß durch die Hölle – 2. Teil: Die Straße zur Ewigkeit                                                                   | Ningen no jôken, auch: Ningen no jôken: Dai 2 hen                                                                         | Masaki Kobayashi                                                                      | Japan                                                                                        | 1959      |                                                                      |
| Barfuß durch die Hölle, 3. Teil: … und dann kam das Ende                                                                    | Ningen no jôken, auch: Ningen no jôken: Kanketsu hen                                                                      | Masaki Kobayashi                                                                      | Japan                                                                                        | 1961      |                                                                      |
| Barfuss durch Hiroshima | Hadashi no Gen | Mamoru Shinzaki                                                                       | Japan                                                                                        | 1983      | Animationsfilm                                                       |
| Barfuß durch Hiroshima 2 | Hadashi no Gen 2 | Akio Sakai, Toshio Hirata                                                             | Japan                                                                                        | 1986      | Animationsfilm                                                       |
| Bataan | Bataan | Tay Garnett                                                                           | USA                                                                                          | 1943      |                                                                      |
| Bataillone bitten um Feuer                                                                                                  | Bataljony prosjat ognja                                                                                                   | Wladimir Tschebotarjow                                                                | Sowjetunion                                                                                  | 1985      |                                                                      |
| Battle Force – Todeskommando Aufklärung                                                                                     | Battle Force | Scott Martin                                                                          | USA                                                                                          | 2011      |                                                                      |
| Battle of the V-1 | Battle of the V-1 | Vernon Sewell                                                                         | Großbritannien                                                                               | 1958      |                                                                      |
| Behind the Rising Sun | Behind the Rising Sun | Edward Dmytryk                                                                        | USA                                                                                          | 1943      |                                                                      |
| Bengasi | Bengasi, auch: Bengasi anno ’41                                                                                           | Augusto Genina                                                                        | Italien                                                                                      | 1942      |                                                                      |
| Befreiung | Oswoboschdenije (Освобождение)                                                                                            | Juri Oserow, Julius Kun                                                               | Sowjetunion / DDR / Polen / Italien                                                          | 1969      | Fünfteiler                                                           |
| Begegnung an der Elbe | Vstrecha na Elbe | Grigori Alexandrow, Aleksei Utkin                                                     | Sowjetunion                                                                                  | 1949      |                                                                      |
| Below, auch: Below – Da unten hört dich niemand schreien                                                                    | Below | David Twohy                                                                           | USA                                                                                          | 2002      |                                                                      |
| Besatzung Dora | Besatzung Dora | Karl Ritter                                                                           | Deutschland                                                                                  | 1943      | Propagandafilm Vorbehaltsfilm                                        |
| Bestimmung Tokio, auch: Abenteuer in den japanischen Gewässern, auch: Ein gefährlicher Auftrag                              | Destination Tokyo | Delmer Daves                                                                          | USA                                                                                          | 1943      |                                                                      |
| Betrogen bis zum jüngsten Tag                                                                                               | Betrogen bis zum jüngsten Tag                                                                                             | Kurt Jung-Alsen                                                                       | DDR                                                                                          | 1957      |                                                                      |
| Biruma no tategoto | Biruma no tategoto | Kon Ichikawa                                                                          | Japan                                                                                        | 1985      | Remake von Die Harfe von Burma                                       |
| Bis zum Sieg und weiter | Do pobedata i po nea | Žika Mitrović                                                                         | Jugoslawien                                                                                  | 1966      |                                                                      |
| Bitter war der Sieg | Bitter Victory | Nicholas Ray                                                                          | Frankreich / USA                                                                             | 1957      |                                                                      |
| Black Book, auch: Das schwarze Buch                                                                                         | Zwartboek | Paul Verhoeven                                                                        | Niederlande / Deutschland / Belgien / Großbritannien                                         | 2006      |                                                                      |
| Black Sheep – 7 gegen die Hölle                                                                                             | Black Sheep | Sergej Chekalow                                                                       | Russland                                                                                     | 2010      |                                                                      |
| Black Sun: The Nanking Massacre                                                                                             | Hak taai yeung: Naam ging daai tiu saai                                                                                   | Mou Tun-Fei                                                                           | Hongkong                                                                                     | 1995      |                                                                      |
| Blaue Jungs | Blaue Jungs | Wolfgang Schleif                                                                      | BRD                                                                                          | 1957      |                                                                      |
| Blitzkrieg: Escape from Stalag 69                                                                                           | Blitzkrieg: Escape from Stalag 69                                                                                         | Keith J. Crocker                                                                      | USA                                                                                          | 2008      |                                                                      |
| Blockade Teil 1: Frontlinie Luga, Teil 2: Der Meridian von Pulkowo, Teil 3: Leningrader Metronom, Teil 4: Operation „Iskra“ | Blokada: Luzhskiy rubezh, Pulkovskiy meredian                                                                             | Michail Jerschow                                                                      | Sowjetunion                                                                                  | 1975      |                                                                      |
| Blood & Gold | Blood & Gold | Peter Thorwarth                                                                       | Deutschland                                                                                  | 2023      |                                                                      |
| Blood and Steel | Blood and Steel | Bernard L. Kowalski                                                                   | USA                                                                                          | 1959      |                                                                      |
| Blut, Schweiss und Tränen                                                                                                   | Into the Storm | Thaddeus O’Sullivan                                                                   | Großbritannien / USA                                                                         | 2009      | Fernsehfilm                                                          |
| Blutiger Schnee | Northern Pursuit | Raoul Walsh                                                                           | USA                                                                                          | 1943      |                                                                      |
| Blutiger Schwur | Blood Oath | Stephen Wallace                                                                       | Australien                                                                                   | 1990      |                                                                      |
| Blutiger Strand | Beach Red | Cornel Wilde                                                                          | USA                                                                                          | 1967      |                                                                      |
| Bombe 10.10 Uhr | Bomba u 10 i 10, auch: Bomba u 10.10                                                                                      | Časlav Damjanović                                                                     | Jugoslawien                                                                                  | 1967      |                                                                      |
| Bombs Over Burma | Bombs Over Burma | Joseph H. Lewis                                                                       | USA                                                                                          | 1942      | Propagandafilm                                                       |
| Bon Voyage | Bon Voyage | Jean-Paul Rappeneau                                                                   | Frankreich                                                                                   | 2003      |                                                                      |
| Botschafter in Moskau | Mission to Moscow | Michael Curtiz                                                                        | USA                                                                                          | 1943      |                                                                      |
| Brennende Erde | Hiroshima: Out of the Ashes                                                                                               | Peter Werner                                                                          | USA                                                                                          | 1990      |                                                                      |
| Brennt Paris? | Paris brûle-t-il? | René Clément                                                                          | Frankreich / USA                                                                             | 1966      |                                                                      |
| Briefe aus Stalingrad, auch: In der weißen Hölle hatten Tote keinen Namen                                                   | Lettres de Stalingrad | Gilles Katz                                                                           | Frankreich                                                                                   | 1969      |                                                                      |
| Brombeerzeit | The Land Girls | David Leland                                                                          | Großbritannien / Frankreich                                                                  | 1998      |                                                                      |
| Brother’s War | Brother’s War | Jerry Buteyn                                                                          | USA                                                                                          | 2009      |                                                                      |
| Brückenkopf X | Beachhead | Stuart Heisler                                                                        | USA                                                                                          | 1954      |                                                                      |
| Buffalo Soldiers ’44 – Das Wunder von St. Anna                                                                              | Miracle at St. Anna | Spike Lee                                                                             | USA / Italien                                                                                | 2008      |                                                                      |
| Carve Her Name with Pride                                                                                                   | Carve Her Name with Pride                                                                                                 | Lewis Gilbert                                                                         | Großbritannien                                                                               | 1958      |                                                                      |
| Casablanca | Casablanca | Michael Curtiz                                                                        | USA                                                                                          | 1942      |                                                                      |
| Catch-22 – Der böse Trick                                                                                                   | Catch-22 | Mike Nichols                                                                          | USA                                                                                          | 1970      |                                                                      |
| Catch-22 | Catch-22 | George Clooney, Grant Heslov, Ellen Kuras                                             | USA                                                                                          | 2019      | 6-teilige Fernsehserie                                               |
| Četverored | Četverored | Jakov Sedlar                                                                          | Kroatien                                                                                     | 1999      |                                                                      |
| Chetniks | Chetniks, auch: Chetniks! The Fighting Guerillas, auch: The Fighting Guerrillas                                           | Louis King                                                                            | USA                                                                                          | 1943      |                                                                      |
| China | China | John Farrow                                                                           | USA                                                                                          | 1943      |                                                                      |
| China’s Little Devils | China’s Little Devils | Monta Bell                                                                            | USA                                                                                          | 1945      |                                                                      |
| Churchills Leoparden | I Leopardi di Churchill                                                                                                   | Maurizio Pradeaux                                                                     | Italien / Spanien                                                                            | 1970      |                                                                      |
| Codename: Emerald | Code Name: Emerald | Jonathan Sanger                                                                       | USA                                                                                          | 1985      |                                                                      |
| Colditz | Colditz | Schöpfer: Brian Degas und andere                                                      | Großbritannien                                                                               | 1972–1974 | 28-teilige Fernsehserie                                              |
| Colditz – Flucht in die Freiheit                                                                                            | Colditz | Stuart Orme                                                                           | Großbritannien                                                                               | 2005      |                                                                      |
| Colonel von Ryans Express                                                                                                   | Von Ryan’s Express | Mark Robson                                                                           | USA                                                                                          | 1965      |                                                                      |
| Commandos | Commandos | Armando Crispino                                                                      | Italien / Deutschland                                                                        | 1968      |                                                                      |
| Commandos Strike at Dawn | Commandos Strike at Dawn                                                                                                  | John Farrow                                                                           | USA                                                                                          | 1942      |                                                                      |
| Convoy | Convoy | Pen Tennyson                                                                          | Großbritannien                                                                               | 1940      |                                                                      |
| Corellis Mandoline | Captain Corelli’s Mandolin                                                                                                | John Madden                                                                           | USA / Frankreich / Großbritannien                                                            | 2001      |                                                                      |
| Corregidor | Corregidor | William Nigh                                                                          | USA                                                                                          | 1943      |                                                                      |
| Counter-Attack | Counter-Attack | Zoltan Korda                                                                          | USA                                                                                          | 1945      |                                                                      |
| Crash Dive | Crash Dive | Archie Mayo                                                                           | USA                                                                                          | 1943      |                                                                      |
| Cry ‘Havoc’ | Cry ‘Havoc’ | Richard Thorpe                                                                        | USA                                                                                          | 1943      |                                                                      |
| Dangerous Moonlight | Dangerous Moonlight, auch: Suicide Squadron                                                                               | Brian Desmond Hurst                                                                   | USA / Großbritannien                                                                         | 1941      |                                                                      |
| Dark Blue World | Tmavomodrý svět | Jan Sverák                                                                            | Tschechische Republik                                                                        | 2001      |                                                                      |
| Das alte Gewehr, auch: Abschied in der Nacht                                                                                | Le vieux fusil | Robert Enrico                                                                         | Frankreich / Deutschland                                                                     | 1975      |                                                                      |
| Das Boot | Das Boot | Wolfgang Petersen                                                                     | Deutschland                                                                                  | 1981      |                                                                      |
| Das Boot der Verdammten, auch: Die Verdammten                                                                               | Les maudits | René Clément                                                                          | Frankreich                                                                                   | 1949      |                                                                      |
| Das dreckige Dutzend | The Dirty Dozen | Robert Aldrich                                                                        | USA                                                                                          | 1967      |                                                                      |
| Das dreckige Dutzend Teil 2                                                                                                 | The Dirty Dozen: Next Mission                                                                                             | Andrew V. McLaglen                                                                    | USA                                                                                          | 1985      | Fernsehfilm                                                          |
| Das dreckige Dutzend Teil 3 – Die tödliche Mission                                                                          | Dirty Dozen: The Deadly Mission, auch: The Dirty Dozen: The Deadly Mission                                                | Lee H. Katzin                                                                         | USA / Jugoslawien                                                                            | 1987      | Fernsehfilm                                                          |
| Das dreckige Dutzend – The Fatal Mission, auch: Das dreckige Dutzend Teil 4, auch: Das dreckige Dutzend IV                  | The Dirty Dozen: The Fatal Mission                                                                                        | Lee H. Katzin                                                                         | USA / Jugoslawien / Italien                                                                  | 1988      | Fernsehfilm                                                          |
| Das Geheimnis von Santa Vittoria                                                                                            | The Secret of Santa Vittoria                                                                                              | Stanley Kramer                                                                        | USA                                                                                          | 1969      |                                                                      |
| Das letzte U-Boot | Das letzte U-Boot | Frank Beyer                                                                           | Deutschland / Österreich / USA / Japan                                                       | 1993      |                                                                      |
| Das Licht der schwarzen Kerze                                                                                               | Das Licht der schwarzen Kerze                                                                                             | Peter Hagen                                                                           | DDR                                                                                          | 1972      |                                                                      |
| Das Licht in den Birkenwäldern                                                                                              | Természetes fény | Dénes Nagy                                                                            | Ungarn, Lettland, Frankreich, Deutschland                                                    | 2021      |                                                                      |
| Das Mädchen mit dem roten Haar                                                                                              | Het meisje met het rode haar                                                                                              | Ben Verbong                                                                           | Niederlande                                                                                  | 1981      |                                                                      |
| Das Massaker von Katyn | Katyń | Andrzej Wajda                                                                         | Polen                                                                                        | 2007      |                                                                      |
| Das Reich der Sonne | Empire of the Sun | Steven Spielberg                                                                      | USA                                                                                          | 1987      |                                                                      |
| Das Rettungsboot | Lifeboat | Alfred Hitchcock                                                                      | USA                                                                                          | 1944      |                                                                      |
| Das Schloß in den Ardennen                                                                                                  | Castle Keep | Sydney Pollack                                                                        | USA                                                                                          | 1969      |                                                                      |
| Das Sonderkommando | Operation Daybreak, auch: Operation: Daybreak, auch: Price of Freedom, auch: The Price of Freedom                         | Lewis Gilbert                                                                         | USA / Tschechoslowakei / Großbritannien                                                      | 1975      |                                                                      |
| Das Tagebuch der Anne Frank                                                                                                 | The Diary of Anne Frank                                                                                                   | George Stevens                                                                        | USA                                                                                          | 1959      |                                                                      |
| Das tödliche Dreieck | Hanover Street | Peter Hyams                                                                           | Großbritannien                                                                               | 1979      |                                                                      |
| Das Tribunal | Hart’s War | Gregory Hoblit                                                                        | USA                                                                                          | 2002      |                                                                      |
| Das Wespennest | Hornets’ Nest | Phil Karlson, Franco Cirino                                                           | Italien / USA                                                                                | 1970      |                                                                      |
| Days of Glory | Days of Glory | Jacques Tourneur                                                                      | USA                                                                                          | 1944      |                                                                      |
| De Bunker | De Bunker, auch: De Bunker: Het verhaal van Gerrit Kleinveld                                                              | Gerard Soeteman                                                                       | Niederlande                                                                                  | 1992      |                                                                      |
| Defiance – Für meine Brüder, die niemals aufgaben, auch: Unbeugsam – Defiance                                               | Defiance | Edward Zwick                                                                          | USA                                                                                          | 2008      |                                                                      |
| … denn der Wind kann nicht lesen                                                                                            | The Wind Cannot Read | Ralph Thomas                                                                          | Großbritannien                                                                               | 1958      |                                                                      |
| Der 7. Dezember | December 7th | John Ford, Gregg Toland                                                               | USA                                                                                          | 1943      |                                                                      |
| Der 20. Juli - Das Attentat auf Hitler                                                                                      | Der 20. Juli - Das Attentat auf Hitler                                                                                    | Falk Harnack                                                                          | Deutschland                                                                                  | 1955      |                                                                      |
| Der Adler ist gelandet | The Eagle Has Landed | John Sturges                                                                          | USA                                                                                          | 1976      |                                                                      |
| Der Admiral | The Gallant Hours | Robert Montgomery                                                                     | USA                                                                                          | 1960      |                                                                      |
| Der Anschlag | De aanslag | Fons Rademakers                                                                       | Niederlande                                                                                  | 1986      |                                                                      |
| Der Arzt von Stalingrad | Der Arzt von Stalingrad                                                                                                   | Géza von Radványi                                                                     | Deutschland                                                                                  | 1958      |                                                                      |
| Der Assisi Untergrund, auch: Die Verschwörung von Assisi, auch: Die Untergrundbewegung von Assisi                           | The Assisi Underground | George Seaton                                                                         | USA / Italien                                                                                | 1985      |                                                                      |
| Der Aufenthalt | Der Aufenthalt | Frank Beyer                                                                           | DDR                                                                                          | 1983      |                                                                      |
| Der Bucklige von Rom | Il Gobbo | Carlo Lizzani                                                                         | Italien / Frankreich                                                                         | 1961      |                                                                      |
| Der Bunker | The Bunker | George Schaefer                                                                       | Frankreich / USA                                                                             | 1981      |                                                                      |
| Der Bunker, auch: The Bunker – Der Feind ist nicht dort draussen                                                            | The Bunker | Rob Green                                                                             | Großbritannien                                                                               | 2001      |                                                                      |
| Der englische Patient | The English Patient | Anthony Minghella                                                                     | USA / Großbritannien                                                                         | 1996      |                                                                      |
| Der Fall Gleiwitz | Der Fall Gleiwitz | Gerhard Klein                                                                         | DDR                                                                                          | 1961      |                                                                      |
| Der Fall von Berlin | Padenije Berlina | Micheil Tschiaureli                                                                   | UdSSR                                                                                        | 1950      |                                                                      |
| Der falsche General | Il generale della Rovere                                                                                                  | Roberto Rossellini                                                                    | Italien / Frankreich                                                                         | 1959      |                                                                      |
| Der Feind im Inneren | De nøgne træer | Morten Henriksen                                                                      | Schweden / Dänemark                                                                          | 1991      |                                                                      |
| Der Feuersturm | Winds of War | Dan Curtis                                                                            | USA                                                                                          | 1988      | Siebenteilige Miniserie                                              |
| Der Fuchs von Paris | Der Fuchs von Paris | Paul May                                                                              | Deutschland / Frankreich                                                                     | 1957      |                                                                      |
| Der Fuehrer's Face | | Jack Kinney                                                                           | USA                                                                                          | 1943      | Animation                                                            |
| Der Geschmack der Hölle | A Taste of Hell | Basil Bradbury                                                                        | USA / Philippinen                                                                            | 1973      |                                                                      |
| Der große Atlantik | The Cruel Sea | Charles Frend                                                                         | Großbritannien                                                                               | 1952      |                                                                      |
| Der Hauptmann | | Robert Schwentke                                                                      | Deutschland, Frankreich, Polen, Portugal                                                     | 2017      |                                                                      |
| Der Held von Burma | Objective, Burma! | Raoul Walsh                                                                           | USA                                                                                          | 1945      |                                                                      |
| Der Held von Mindanao | American Guerrilla in the Philippines                                                                                     | Fritz Lang                                                                            | USA                                                                                          | 1950      |                                                                      |
| Der Kommandeur | Twelve O’Clock High | Henry King                                                                            | USA                                                                                          | 1949      |                                                                      |
| Der lange Weg nach Cardiff                                                                                                  | The Long Voyage Home | John Ford                                                                             | USA                                                                                          | 1940      |                                                                      |
| Der längste Tag | The Longest Day | Andrew Marton, Ken Annakin, Bernhard Wicki                                            | USA                                                                                          | 1962      |                                                                      |
| Der Lebensborn, auch: Lebensborn – Gestohlene Liebe                                                                         | Pramen zivota | Milan Cieslar                                                                         | Tschechische Republik                                                                        | 2000      |                                                                      |
| Der Leichenverbrenner | Spalovac mrtvol | Juraj Herz                                                                            | Tschechoslowakei                                                                             | 1969      |                                                                      |
| Der letzte Akt | Der letzte Akt | Georg Wilhelm Pabst                                                                   | Deutschland / Österreich                                                                     | 1955      |                                                                      |
| Der letzte Countdown | The Final Countdown | Don Taylor                                                                            | USA                                                                                          | 1980      |                                                                      |
| Der Lohn der Mutigen | None But the Brave | Frank Sinatra                                                                         | USA / Japan                                                                                  | 1965      |                                                                      |
| Der Mann mit der stählernen Klaue, auch: Pazifik-Kommando                                                                   | The Steel Claw | George Montgomery                                                                     | USA                                                                                          | 1961      |                                                                      |
| Der Mann, den es nie gab | The Man Who Never Was | Ronald Neame                                                                          | Großbritannien                                                                               | 1956      |                                                                      |
| Der Pianist | The Pianist | Roman Polanski                                                                        | Deutschland, Frankreich, Großbritannien, Polen                                               | 2002      |                                                                      |
| Der schmale Grat | The Thin Red Line | Terrence Malick                                                                       | USA                                                                                          | 1998      |                                                                      |
| Der Seefuchs, auch: Der See-Fuchs                                                                                           | The Sea Chase | John Farrow                                                                           | USA                                                                                          | 1955      |                                                                      |
| Der Soldat James Ryan | Saving Private Ryan | Steven Spielberg                                                                      | USA                                                                                          | 1998      |                                                                      |
| Der Soldat von Oranien, auch: Soldiers                                                                                      | Soldaat van Oranje | Paul Verhoeven                                                                        | Belgien / Niederlande                                                                        | 1977      |                                                                      |
| Der Stern von Afrika, auch: Hauptmann Marseille                                                                             | Der Stern von Afrika, auch: Hauptmann Marseille                                                                           | Alfred Weidenmann                                                                     | Deutschland / Spanien                                                                        | 1957      |                                                                      |
| Der Transport | Der Transport | Jürgen Roland, Herbert Viktor                                                         | Deutschland                                                                                  | 1961      |                                                                      |
| Der Überfall | De Overval | Paul Rotha                                                                            | Niederlande                                                                                  | 1962      |                                                                      |
| Der Unhold | | Volker Schlöndorff                                                                    | Deutschland, Frankreich, Großbritannien                                                      | 1996      |                                                                      |
| Der Untergang | Der Untergang | Oliver Hirschbiegel                                                                   | Deutschland                                                                                  | 2004      |                                                                      |
| Der Wald der Gehenkten | Padurea spânzuratilor | Liviu Ciulei                                                                          | Rumänien                                                                                     | 1966      |                                                                      |
| Der Weg zurück, auch: Zwischen den Fronten                                                                                  | Tutti a casa | Luigi Comencini                                                                       | Italien / Frankreich                                                                         | 1960      |                                                                      |
| Der wilde Haufen von Navarone, auch: Force 10 – Die Spezialeinheit                                                          | Force 10 from Navarone | Guy Hamilton                                                                          | Großbritannien                                                                               | 1978      |                                                                      |
| Der Zehnte Mann | The Tenth Man | Jack Gold                                                                             | USA                                                                                          | 1988      |                                                                      |
| Der Zug | The Train | John Frankenheimer                                                                    | USA / Italien / Frankreich                                                                   | 1964      |                                                                      |
| Des Teufels General | Des Teufels General | Helmut Käutner                                                                        | Deutschland                                                                                  | 1955      |                                                                      |
| Destroyer | Destroyer | William A. Seiter                                                                     | USA                                                                                          | 1943      |                                                                      |
| Deutschland, bleiche Mutter                                                                                                 | Deutschland, bleiche Mutter                                                                                               | Helma Sanders-Brahms                                                                  | Deutschland                                                                                  | 1980      |                                                                      |
| Die 120 Tage von Sodom \| Salò o le 120 giornate di Sodoma                                                                  | | Pier Paolo Pasolini                                                                   | Italien / Frankreich                                                                         | 1975      |                                                                      |
| Die Abendgesellschaft | Serata | Malvina Ursianu                                                                       | Rumänien                                                                                     | 1971      |                                                                      |
| Die Abenteuer des Werner Holt                                                                                               | Die Abenteuer des Werner Holt                                                                                             | Joachim Kunert                                                                        | DDR                                                                                          | 1965      |                                                                      |
| Die Abrechnung | Rasare soarele | Dinu Negreanu                                                                         | Rumänien                                                                                     | 1954      |                                                                      |
| Die Abteilung | Otrjad | Alexei Simonow                                                                        | Sowjetunion                                                                                  | 1984      |                                                                      |
| Die Aktion | Akzija | Wladimir Schamschurin                                                                 | Sowjetunion                                                                                  | 1987      |                                                                      |
| Die andere Front | Die andere Front | Hugo Hermann                                                                          | DDR                                                                                          | 1965      | Zweiteiliger Fernsehfilm                                             |
| Die Auserwählten – Helden des Widerstands                                                                                   | Chosen | Jasmin Dizdar                                                                         | Großbritannien                                                                               | 2016      |                                                                      |
| Die Ballade vom Soldaten | Баллада о солдате, (Ballada o soldatje)                                                                                   | Grigori Chukhrai                                                                      | Sowjetunion                                                                                  | 1959      |                                                                      |
| Die Befreiung Prags | Osvobození Prahy | Otakar Vávra                                                                          | Tschechoslowakei                                                                             | 1970      |                                                                      |
| Die besten Jahre unseres Lebens                                                                                             | The Best Years of Our Lives                                                                                               | William Wyler                                                                         | USA                                                                                          | 1946      |                                                                      |
| Die Blechtrommel | | Volker Schlöndorff                                                                    | Deutschland, Frankreich, Jugoslawien, Polen                                                  | 1979      |                                                                      |
| Die Blockade | The Big Blockade | Charles Frend                                                                         | USA                                                                                          | 1942      | Propagandafilm                                                       |
| Die Bombe | Day One | Joseph Sargent                                                                        | USA                                                                                          | 1989      | Fernsehfilm                                                          |
| Die Brücke | Die Brücke | Arthur Pohl                                                                           | Deutschland                                                                                  | 1949      |                                                                      |
| Die Brücke | Die Brücke | Bernhard Wicki                                                                        | Deutschland                                                                                  | 1959      |                                                                      |
| Die Brücke | Die Brücke | Wolfgang Panzer                                                                       | Deutschland                                                                                  | 2008      |                                                                      |
| Die Brücke am Kwai | The Bridge On The River Kwai                                                                                              | David Lean                                                                            | USA                                                                                          | 1957      |                                                                      |
| Die Brücke von Arnheim | A Bridge Too Far | Richard Attenborough                                                                  | USA / Großbritannien                                                                         | 1977      |                                                                      |
| Die Brücke von Remagen | The Bridge At Remagen | John Guillermin                                                                       | USA                                                                                          | 1969      |                                                                      |
| Die Brücke von Zupanja, auch: Todeskommando S. im Hexenkessel                                                               | Die Brücke von Zupanja, auch: Todeskommando S. im Hexenkessel                                                             | Harald Philipp                                                                        | Deutschland                                                                                  | 1975      |                                                                      |
| Die Caine war ihr Schicksal                                                                                                 | The Caine Mutiny | Edward Dmytryk                                                                        | USA                                                                                          | 1954      |                                                                      |
| Die dunkelste Stunde | Darkest Hour | Joe Wright                                                                            | Großbritannien, USA                                                                          | 2017      |                                                                      |
| Die Ehre zu fliegen | The Tuskegee Airmen | Robert Markowitz                                                                      | USA                                                                                          | 1995      | Fernsehfilm                                                          |
| Die erste Polka | Die erste Polka | Klaus Emmerich                                                                        | Deutschland                                                                                  | 1979      |                                                                      |
| Die Flotte bricht durch | The Navy Comes Through, auch: Navy Comes Through                                                                          | A. Edward Sutherland                                                                  | USA                                                                                          | 1942      |                                                                      |
| Die Flucht | Die Flucht | Kai Wessel                                                                            | Deutschland                                                                                  | 2007      |                                                                      |
| Die fünfte Offensive | Sutjeska | Stipe Delić                                                                           | Jugoslawien                                                                                  | 1973      |                                                                      |
| Die Galgenvögel | The Misfit Brigade, auch: Wheels of Terror                                                                                | Gordon Hessler                                                                        | USA / Großbritannien / Jugoslawien                                                           | 1987      |                                                                      |
| Die gefrorenen Blitze | Die gefrorenen Blitze | János Veiczi                                                                          | DDR                                                                                          | 1967      |                                                                      |
| Die gelbe Hölle, auch: Die gelbe Hölle vom Kwai                                                                             | The Camp on Blood Island                                                                                                  | Val Guest                                                                             | Großbritannien                                                                               | 1958      |                                                                      |
| Die Glorreichen | Les Morfalous | Henri Verneuil                                                                        | Frankreich                                                                                   | 1984      |                                                                      |
| Die Grauzone | The Grey Zone | Tim Blake Nelson                                                                      | USA                                                                                          | 2001      |                                                                      |
| Die große Hoffnung, auch: Gefangen in der Tiefe                                                                             | La grande speranza | Duilio Coletti                                                                        | Italien                                                                                      | 1954      |                                                                      |
| Die große Offensive | Il grande attacco | Umberto Lenzi                                                                         | Italien / Deutschland / Jugoslawien                                                          | 1978      |                                                                      |
| Die große Liebe | Die große Liebe | Rolf Hansen                                                                           | Deutschland                                                                                  | 1942      | Propagandafilm                                                       |
| Die grünen Teufel vom Mekong, auch: Soldier – Die durch die Hölle gehen                                                     | Attack Force Z, auch: Z-tzu te kung tui                                                                                   | Tim Burstall                                                                          | Australien / Taiwan                                                                          | 1982      |                                                                      |
| Die Gustloff | Die Gustloff | Joseph Vilsmaier                                                                      | Deutschland                                                                                  | 2008      |                                                                      |
| Die Höllenhunde des Pazifik, auch: Höllenhunde des Pazifik                                                                  | Hellcats of the Navy | Nathan Juran                                                                          | USA                                                                                          | 1957      |                                                                      |
| Die Hölle sind wir | Hell in the Pacific | John Boorman                                                                          | USA                                                                                          | 1968      |                                                                      |
| Die im Dreck krepieren, auch: Gott mit uns, auch: Blutiger Staub                                                            | Dio è con noi | Giuliano Montaldo                                                                     | Jugoslawien / Italien                                                                        | 1969      |                                                                      |
| … die im Staub verbluten | Warkill | Ferde Grofé jr.                                                                       | USA / Philippinen                                                                            | 1968      |                                                                      |
| Die ins Gras beißen | Hell Is for Heroes | Don Siegel                                                                            | USA                                                                                          | 1962      |                                                                      |
| Die jungen Löwen | The Young Lions | Edward Dmytryk                                                                        | USA                                                                                          | 1958      |                                                                      |
| Die Jungen von St. Petri | Drengene fra Sankt Petri                                                                                                  | Søren Kragh-Jacobsen                                                                  | Schweden / Finnland / Norwegen / Dänemark                                                    | 1991      |                                                                      |
| Die Kanonen von Navarone | The Guns of Navarone | J. Lee Thompson                                                                       | Großbritannien / USA                                                                         | 1961      |                                                                      |
| Tobruk | Tobruk | Arthur Hiller                                                                         | USA                                                                                          | 1967      |                                                                      |
| Die Lebenden und die Toten                                                                                                  | Schiwye i mjortwye | Alexander Stolper                                                                     | Sowjetunion                                                                                  | 1963      |                                                                      |
| Die Lebenden und die Toten                                                                                                  | Zivi i mrtvi | Kristijan Milic                                                                       | Kroatien / Bosnien-Herzegowina                                                               | 2007      |                                                                      |
| Die letzte Brücke | Die letzte Brücke | Helmut Käutner                                                                        | Österreich / Jugoslawien                                                                     | 1954      |                                                                      |
| Die letzte Fahrt der Bismarck                                                                                               | Sink the Bismarck | Lewis Gilbert                                                                         | Großbritannien                                                                               | 1960      |                                                                      |
| Die letzten Glühwürmchen | Hotaru no haka | Isao Takahata                                                                         | Japan                                                                                        | 1988      | Animationsfilm                                                       |
| Die letzte Schlacht, auch: Panzerschlacht in den Ardennen                                                                   | Battle of the Bulge | Ken Annakin                                                                           | USA                                                                                          | 1965      |                                                                      |
| Die letzte Schlacht | Die letzte Schlacht | Hans-Christoph Blumenberg                                                             | Deutschland                                                                                  | 2005      | Fernsehfilm                                                          |
| Die letzten Partisanen, auch: Corbari, der letzte Partisan                                                                  | Corbari | Valentino Orsini                                                                      | Italien                                                                                      | 1970      |                                                                      |
| Die Liebe seines Lebens | The Railway Man | Jonathan Teplitzky                                                                    | Australien, Großbritannien                                                                   | 2013      |                                                                      |
| Die Nackten und die Toten                                                                                                   | The Naked and the Dead | Raoul Walsh                                                                           | USA                                                                                          | 1958      |                                                                      |
| Die Nadel | Eye of the Needle | Richard Marquand                                                                      | Großbritannien                                                                               | 1981      |                                                                      |
| Die Nacht der Generale | The Night Of The Generals                                                                                                 | Anatole Litvak                                                                        | Großbritannien / Frankreich                                                                  | 1966      |                                                                      |
| Die Nichte – Hitlers verbotene Liebe                                                                                        | Uncle Adolf | Nicholas Renton                                                                       | Großbritannien                                                                               | 2005      |                                                                      |
| Die Schattenmacher | Fat Man and Little Boy | Roland Joffé                                                                          | USA                                                                                          | 1989      |                                                                      |
| Die Schlacht an der Neretva                                                                                                 | Bitka na Neretvi | Veljko Bulajić                                                                        | Jugoslawien / Deutschland / Italien                                                          | 1969      |                                                                      |
| Die Schlacht um die Schelde                                                                                                 | De slag om de Schelde | Matthijs van Heijningen Jr.                                                           | Niederlande                                                                                  | 2020      |                                                                      |
| Die Schlacht von Hawaii und in der Malaien-See                                                                              | Hawai Mare oki kaisen | Kajirô Yamamoto                                                                       | Japan                                                                                        | 1942      |                                                                      |
| Die schwarzen Teufel von El Alamein                                                                                         | Sea of Sand | Guy Green                                                                             | Großbritannien                                                                               | 1958      |                                                                      |
| Die Seburi-Erzählung | Seburi monogatari | Sadao Nakajima                                                                        | Japan                                                                                        | 1985      |                                                                      |
| Die Sieben vom Großen Bären                                                                                                 | I sette dell’orsa maggiore                                                                                                | Duilio Coletti                                                                        | Frankreich / Italien                                                                         | 1953      |                                                                      |
| Die Sieger | The Victors | Carl Foreman                                                                          | USA                                                                                          | 1963      |                                                                      |
| Die Stalingrader Schlacht (Teil 1 & 2)                                                                                      | Stalingradskaya bitva I & II                                                                                              | Aleksandr Antonov                                                                     | Sowjetunion                                                                                  | 1949      | Zweiteiler                                                           |
| Die Täuschung | Operation Mincemeat | John Madden                                                                           | Vereinigtes Königreich, USA                                                                  | 2021      |                                                                      |
| Die Teufelsbrigade | The Devil’s Brigade | Andrew V. McLaglen                                                                    | USA                                                                                          | 1968      |                                                                      |
| Die Verdammten | La Caduta degli dei | Luchino Visconti                                                                      | Deutschland, Italien, Schweiz                                                                | 1969      |                                                                      |
| Die Waffenschmuggler von Kenia, auch: Waffenschmuggler von Kenia                                                            | Sundown | Henry Hathaway                                                                        | USA                                                                                          | 1941      |                                                                      |
| Die Wannseekonferenz | | Heinz Schirk                                                                          | Deutschland                                                                                  |           | Fernsehfilm                                                          |
| Die Wannseekonferenz | Conspiracy | Frank Pierson                                                                         | Großbritannien, USA                                                                          | 2001      |                                                                      |
| Die Wannseekonferenz | | Matti Geschonneck                                                                     | Deutschland                                                                                  | 2022      | Fernsehfilm                                                          |
| Die Wüstenratten | The Desert Rats | Robert Wise                                                                           | USA                                                                                          | 1953      |                                                                      |
| Die zum Teufel gehen | La legione dei dannati | Umberto Lenzi                                                                         | Italien / Spanien / Deutschland / Schweiz                                                    | 1969      |                                                                      |
| Die Zwillinge | De Tweeling | Ben Sombogaart                                                                        | Niederlande / Luxemburg                                                                      | 2002      |                                                                      |
| Dies ist mein Land | This Land Is Mine | Jean Renoir                                                                           | USA                                                                                          | 1943      |                                                                      |
| Division Brandenburg | Division Brandenburg | Harald Philipp                                                                        | BRD                                                                                          | 1960      |                                                                      |
| Don Winslow of the Coast Guard                                                                                              | Don Winslow of the Coast Guard                                                                                            | Lewis D. Collins                                                                      | USA                                                                                          | 1943      | 13-teilige Filmreihe                                                 |
| Dr. Johnsons Heimkehr | Homecoming | Mervyn LeRoy                                                                          | USA                                                                                          | 1948      |                                                                      |
| Dr. Wassells Flucht aus Java, auch: Flucht aus Java                                                                         | The Story of Dr. Wassell                                                                                                  | Cecil B. DeMille                                                                      | USA                                                                                          | 1944      |                                                                      |
| Drei Bruchpiloten in Paris                                                                                                  | La Grande vadrouille | Gérard Oury                                                                           | Frankreich, Großbritannien                                                                   | 1966      |                                                                      |
| Drei kehrten heim | Three Came Home | Jean Negulesco                                                                        | USA                                                                                          | 1950      |                                                                      |
| Dreißig Sekunden über Tokio, auch: 30 Sekunden über Tokio                                                                   | Thirty Seconds Over Tokyo                                                                                                 | Mervyn LeRoy                                                                          | USA                                                                                          | 1944      |                                                                      |
| Dresden, auch: Dresden – das Inferno                                                                                        | Dresden, auch: Dresden – das Inferno                                                                                      | Roland Suso Richter                                                                   | Deutschland                                                                                  | 2005      | Zweiteiliger Fernsehfilm                                             |
| Du warst unser Kamerad, auch: Todeskommando, auch: Todeskommando Iwo Jima, auch: Iwo Jima, die große Schlacht               | Sands of Iwo Jima | Allan Dwan                                                                            | USA                                                                                          | 1949      |                                                                      |
| Duell – Enemy at the Gates                                                                                                  | Enemy at the Gates | Jean-Jacques Annaud                                                                   | USA / Deutschland / Großbritannien / Irland                                                  | 2001      |                                                                      |
| Duell im Atlantik | The Enemy Below | Dick Powell                                                                           | USA                                                                                          | 1957      |                                                                      |
| Duga mračna noć, auch: Long Dark Night                                                                                      | Duga mračna noć | Antun Vrdoljak                                                                        | Kroatien                                                                                     | 2004      |                                                                      |
| Duga mračna noć | Duga mračna noć | Antun Vrdoljak                                                                        | Kroatien                                                                                     | 2005      | 13-teilige Fernsehserie                                              |
| Dunkirk | Dunkirk | Christopher Nolan                                                                     | Großbritannien / USA / Frankreich / Niederlande                                              | 2017      |                                                                      |
| Dünkirchen | Dunkirk | Leslie Norman                                                                         | Großbritannien                                                                               | 1958      |                                                                      |
| Dünkirchen, 2. Juni 1940 | Week-end à Zuydcoote | Paul Dufour, Henri Verneuil                                                           | Frankreich / Italien                                                                         | 1964      |                                                                      |
| Durch die gelbe Hölle | Destination Gobi | Robert Wise                                                                           | USA                                                                                          | 1953      |                                                                      |
| Durchbruch auf Befehl | Merrill’s Marauders | Samuel Fuller                                                                         | USA                                                                                          | 1962      |                                                                      |
| Eagle Squadron | Eagle Squadron | Arthur Lubin                                                                          | USA                                                                                          | 1942      |                                                                      |
| Effroyables jardins | Effroyables jardins | Jean Becker                                                                           | Frankreich                                                                                   | 2003      |                                                                      |
| Eight Iron Men | Eight Iron Men | Edward Dmytryk                                                                        | USA                                                                                          | 1952      |                                                                      |
| Ein Atemzug Liebe | Rafali u dva srca, auch: La cattura                                                                                       | Paolo Cavara                                                                          | Jugoslawien / Italien / USA                                                                  | 1969      |                                                                      |
| Ein dreckiger Haufen | Play Dirty | André De Toth                                                                         | Großbritannien                                                                               | 1969      |                                                                      |
| Ein Fetzen Leben | The Bold and the Brave | Lewis R. Foster                                                                       | USA                                                                                          | 1956      |                                                                      |
| Ein Funken Hoffnung – Anne Franks Helferin                                                                                  | A Small Light | Susanna Fogel                                                                         | USA                                                                                          | 2023      |                                                                      |
| Ein gefährliches Unternehmen                                                                                                | The Foreman Went to France, auch: Somewhere in France                                                                     | Charles Frend                                                                         | Großbritannien                                                                               | 1942      |                                                                      |
| Ein Haufen toller Hunde | The Hill | Sidney Lumet                                                                          | Großbritannien                                                                               | 1965      |                                                                      |
| Ein Haufen verwegener Hunde, auch: Inglorious Bastards – Das Original                                                       | Quel maledetto treno blindato                                                                                             | Enzo G. Castellari                                                                    | Italien                                                                                      | 1978      |                                                                      |
| Ein Menschenschicksal | Sudba cheloveka | Sergei Bondartschuk                                                                   | Sowjetunion                                                                                  | 1959      |                                                                      |
| Einer kam durch | The One That Got Away | Roy Ward Baker                                                                        | Großbritannien                                                                               | 1957      |                                                                      |
| Einsatz im Nordatlantik, auch: Unterwegs nach Murmansk                                                                      | Action in the North Atlantic                                                                                              | Lloyd Bacon                                                                           | USA                                                                                          | 1943      |                                                                      |
| Einsatzkommando Seewölfe | Highest Honor, auch: The Highest Honor: A True Story, auch: The Southern Cross, auch: Southern Cross, auch: Minami juisei | Peter Maxwell, Seiji Maruyama                                                         | Australien / Japan                                                                           | 1982      |                                                                      |
| Eiskalt in Alexandrien – Feuersturm über Afrika, auch: Eiskalt in Alexandrien, auch: Feuersturm über der Cyreneika          | Ice-Cold in Alex | J. Lee Thompson                                                                       | Großbritannien                                                                               | 1958      |                                                                      |
| El Alaméin | El Alaméin | Fred F. Sears                                                                         | USA                                                                                          | 1953      |                                                                      |
| El Alamein | Divisione Folgore | Duilio Coletti                                                                        | Italien                                                                                      | 1955      |                                                                      |
| El Alamein | El Alamein | Guido Malatesta                                                                       | Italien                                                                                      | 1958      |                                                                      |
| El Alamein 1942 – Die Hölle des Wüstenkrieges                                                                               | El Alamein – La linea del fuoco                                                                                           | Enzo Monteleone                                                                       | Italien                                                                                      | 2002      |                                                                      |
| Enigma – Das Geheimnis | Enigma | Michael Apted                                                                         | USA / Großbritannien / Deutschland                                                           | 2001      |                                                                      |
| Entscheidung vor Morgengrauen                                                                                               | Decision Before Dawn | Anatole Litvak                                                                        | USA                                                                                          | 1951      |                                                                      |
| Erfahrene Hasen des Geschwaders                                                                                             | W boi idut odni "stariki"                                                                                                 | Leonid Bykow                                                                          | Sowjetunion                                                                                  | 1973      |                                                                      |
| Erster Sieg | In Harm’s Way | Otto Preminger                                                                        | USA                                                                                          | 1965      |                                                                      |
| Everyman’s War – Hölle in den Ardennen                                                                                      | Everyman’s War | Thad Smith                                                                            | USA                                                                                          | 2009      |                                                                      |
| Fabrik der Offiziere | Fabrik der Offiziere | Frank Wisbar                                                                          | Deutschland                                                                                  | 1960      |                                                                      |
| Fabrik der Offiziere | Fabrik der Offiziere | Wolf Vollmar                                                                          | Deutschland / Tschechoslowakei                                                               | 1989      | Vierteilige Miniserie                                                |
| Fahrkarte nach Marseille | Passage to Marseille | Michael Curtiz                                                                        | USA                                                                                          | 1944      |                                                                      |
| Farewell to the King, auch: Farewell to the King – Sie nannten ihn Leroy, auch: Der Dschungelkönig von Borneo               | Farewell to the King | John Milius                                                                           | USA                                                                                          | 1989      |                                                                      |
| Feinde | Feinde | Viktor Tourjansky                                                                     | Deutschland                                                                                  | 1940      |                                                                      |
| Feinde von gestern | Yesterday’s Enemy | Val Guest                                                                             | Großbritannien                                                                               | 1959      |                                                                      |
| Feuersturm und Asche | War and Remembrance | Dan Curtis                                                                            | USA                                                                                          | 1988      | Zwölfteilige Miniserie                                               |
| Fires Were Started, auch: I Was a Fireman                                                                                   | Fires Were Started | Humphrey Jennings                                                                     | Großbritannien                                                                               | 1943      | Propagandafilm                                                       |
| Female Agents – Geheimkommando Phoenix                                                                                      | Les femmes de l’ombre | Jean-Paul Salomé                                                                      | Frankreich                                                                                   | 2008      |                                                                      |
| Feuertaufe | Between Heaven and Hell                                                                                                   | Richard Fleischer                                                                     | USA                                                                                          | 1956      |                                                                      |
| Feuertaufe Invasion | Thunderbirds | John H. Auer                                                                          | USA                                                                                          | 1952      |                                                                      |
| Flags of Our Fathers | Flags of Our Fathers | Clint Eastwood                                                                        | USA                                                                                          | 2006      |                                                                      |
| Flammen über Fernost | The Purple Plain | Robert Parrish                                                                        | Großbritannien                                                                               | 1954      |                                                                      |
| Flashback | Flashback | Raffaele Andreassi                                                                    | Italien                                                                                      | 1969      |                                                                      |
| Flight Command | Flight Command | Frank Borzage                                                                         | USA                                                                                          | 1940      |                                                                      |
| Flucht aus der Hölle | Seven Women from Hell | Robert D. Webb                                                                        | USA                                                                                          | 1961      |                                                                      |
| Flucht nach Athena, auch: Helden ohne Gnade                                                                                 | Escape to Athena | George P. Cosmatos                                                                    | Großbritannien                                                                               | 1979      |                                                                      |
| Flucht oder Sieg | Victory | John Huston                                                                           | USA                                                                                          | 1981      |                                                                      |
| Flying Fortress | Flying Fortress | Walter Forde                                                                          | Großbritannien / USA                                                                         | 1942      |                                                                      |
| Flying Fortress | Fortress | Mike Phillips                                                                         | USA                                                                                          | 2011      |                                                                      |
| Forræderne | Forræderne | Ole Roos                                                                              | Dänemark                                                                                     | 1983      |                                                                      |
| Fortress | Fortress | Michael R. Phillips                                                                   | USA                                                                                          | 2012      |                                                                      |
| Freedom Radio | Freedom Radio | Anthony Asquith                                                                       | Großbritannien                                                                               | 1941      |                                                                      |
| Front ohne Flanken | Front bez flangov | Igor Gostev                                                                           | Sowjetunion                                                                                  | 1975      |                                                                      |
| Front ohne Gnade | Front ohne Gnade | Idee: Rudi Kurz                                                                       | DDR                                                                                          | 1984      |                                                                      |
| Front za liniey fronta | Front za liniey fronta, (Фронт за линией фронта)                                                                          | Igor Gostev                                                                           | Sowjetunion                                                                                  | 1980      |                                                                      |
| Froschmänner | The Frogmen | Lloyd Bacon                                                                           | USA                                                                                          | 1951      |                                                                      |
| Fünf gegen Casablanca | Attentato ai tre grandi                                                                                                   | Umberto Lenzi                                                                         | Italien / Frankreich / Deutschland                                                           | 1967      |                                                                      |
| Fünf Gräber bis Kairo | Five Graves to Cairo | Billy Wilder                                                                          | USA                                                                                          | 1943      |                                                                      |
| Fünf Helden | The Fighting Sullivans, auch: The Sullivans                                                                               | Lloyd Bacon                                                                           | USA                                                                                          | 1944      |                                                                      |
| Furyo – Merry Christmas, Mr. Lawrence                                                                                       | Merry Christmas, Mr. Lawrence                                                                                             | Nagisa Ōshima                                                                         | Großbritannien / Japan / Neuseeland                                                          | 1983      |                                                                      |
| Garrison’s Gorillas | Garrison’s Gorillas | Schöpfer: Mort Green                                                                  | USA                                                                                          | 1967–1968 | 26-teilige Fernsehserie                                              |
| Gefahr und Begierde | Se, Jie | Ang Lee                                                                               | China, USA                                                                                   | 2007      |                                                                      |
| Geheimaktion Crossbow | Operation Crossbow | Michael Anderson                                                                      | Großbritannien                                                                               | 1965      |                                                                      |
| Geheimarchiv an der Elbe | Geheimarchiv an der Elbe                                                                                                  | Kurt Jung-Alsen                                                                       | DDR                                                                                          | 1963      |                                                                      |
| Geheimkommando, auch: Geheimkommando im Pazifik                                                                             | Up Periscope | Gordon Douglas                                                                        | USA                                                                                          | 1959      |                                                                      |
| Geheimkommando Bumerang | Geheimkommando Bumerang                                                                                                   | Helmut Krätzig                                                                        | DDR                                                                                          | 1966      |                                                                      |
| Gesprengte Ketten | The Great Escape | John Sturges                                                                          | USA                                                                                          | 1963      |                                                                      |
| Go for Broke! | Go for Broke! | Robert Pirosh                                                                         | USA                                                                                          | 1951      |                                                                      |
| Greyhound – Schlacht im Atlantik                                                                                            | Greyhound | Aaron Schneider                                                                       | USA                                                                                          | 2020      |                                                                      |
| Guadalkanal – die Hölle im Pazifik                                                                                          | Guadalcanal Diary | Lewis Seiler                                                                          | USA                                                                                          | 1943      |                                                                      |
| Haben und Nichthaben | | Howard Hawks                                                                          | USA                                                                                          | 1944      |                                                                      |
| Hacksaw Ridge – Die Entscheidung                                                                                            | Hacksaw Ridge | Mel Gibson                                                                            | Vereinigte Staaten, Vereinigtes Königreich                                                   | 2016      |                                                                      |
| Haie und kleine Fische | Haie und kleine Fische | Frank Wisbar                                                                          | Deutschland                                                                                  | 1957      |                                                                      |
| Heißer Schnee, auch: Brennender Schnee                                                                                      | Горячий снег (Goryachiy sneg)                                                                                             | Gawriil Jegiasarow                                                                    | Sowjetunion                                                                                  | 1972      |                                                                      |
| Helden – Himmel und Hölle, auch: Neunzig Nächte und ein Tag                                                                 | Sette contro la morte | Edgar G. Ulmer                                                                        | Italien / Deutschland / USA                                                                  | 1964      |                                                                      |
| Helden der Lüfte | Captains of the Clouds | Michael Curtiz                                                                        | USA                                                                                          | 1942      |                                                                      |
| Heldentaten eines Kundschafters, auch: Im geheimen Auftrag                                                                  | Подвиг разведчика (Podvig razvedchika)                                                                                    | Boris Barnet                                                                          | Sowjetunion                                                                                  | 1947      |                                                                      |
| Herz aus Stahl | Fury | David Ayer                                                                            | USA / Großbritannien                                                                         | 2014      |                                                                      |
| Himmelfahrtskommando | The Cockleshell Heroes | José Ferrer                                                                           | Großbritannien                                                                               | 1955      |                                                                      |
| Himmelfahrtskommando El Alamein, auch: Mit Eichenlaub und Schwertern                                                        | Commandos | Armando Crispino                                                                      | Deutschland / Italien                                                                        | 1968      |                                                                      |
| Himmelfahrtskommando in die Hölle                                                                                           | I giardini del diavolo | Alfredo Rizzo                                                                         | Italien                                                                                      | 1971      |                                                                      |
| Himmelfahrtskommando Okinawa, auch: Zu spät für Helden, auch: Zu spät für Helden – Antreten zum Verrecken                   | Too Late the Hero | Robert Aldrich                                                                        | USA                                                                                          | 1970      |                                                                      |
| Hiroshima | Hiroshima | Koreyoshi Kurahara, Roger Spottiswoode                                                | Japan / Kanada                                                                               | 1995      |                                                                      |
| Hiroshima mon amour | | Alain Resnais                                                                         | Frankreich, Japan                                                                            | 1959      |                                                                      |
| Hitler, ein Film aus Deutschland                                                                                            | Hitler, ein Film aus Deutschland                                                                                          | Hans-Jürgen Syberberg                                                                 | Deutschland / Großbritannien / Frankreich                                                    | 1977      |                                                                      |
| Hitler – Die letzten zehn Tage                                                                                              | Hitler – The Last Ten Days auch: Gli ultimi dieci giorni di Hitler                                                        | Ennio De Concini                                                                      | Großbritannien / Italien                                                                     | 1972      |                                                                      |
| Hitlerjunge Salomon | Hitlerjunge Salomon | Agnieszka Holland                                                                     | Deutschland / Frankreich                                                                     | 1990      |                                                                      |
| Hölle, wo ist dein Schrecken                                                                                                | In Love and War | Philip Dunne                                                                          | USA                                                                                          | 1958      |                                                                      |
| Höllenkommando Kreta | I haravgi tis nikis | Dimis Dadiras                                                                         | Griechenland                                                                                 | 1971      |                                                                      |
| Hong ying tao | Hong ying tao | Daying Ye auch: Ye Ying                                                               | China                                                                                        | 1995      |                                                                      |
| Hope and Glory, auch: Hope & Glory, auch: Hoffnung und Ruhm, auch: Hope and Glory – Der Krieg der Kinder                    | Hope & Glory, auch: Hope and Glory                                                                                        | John Boorman                                                                          | Großbritannien / USA                                                                         | 1987      |                                                                      |
| Hotaru | Hotaru | Yasuo Furuhata                                                                        | Japan                                                                                        | 2001      |                                                                      |
| Hunde, wollt ihr ewig leben                                                                                                 | Hunde, wollt ihr ewig leben                                                                                               | Frank Wisbar                                                                          | Deutschland                                                                                  | 1959      |                                                                      |
| Ich war neunzehn | Ich war neunzehn | Konrad Wolf                                                                           | DDR                                                                                          | 1968      |                                                                      |
| Ike: Countdown to D-Day | Ike: Countdown to D-Day                                                                                                   | Robert Harmon                                                                         | USA / Neuseeland                                                                             | 2004      | Fernsehfilm                                                          |
| Il cielo cade | Il cielo cade | Andrea Frazzi                                                                         | Italien                                                                                      | 2000      |                                                                      |
| Il partigiano Johnny | Il partigiano Johnny | Guido Chiesa                                                                          | Italien                                                                                      | 2000      |                                                                      |
| Ilsa, She Wolf of the SS | Ilsa, She Wolf of the SS                                                                                                  | Don Edmonds                                                                           | USA / Deutschland                                                                            | 1975      |                                                                      |
| Im Morgengrauen brach die Hölle los                                                                                         | Raid on Rommel | Henry Hathaway                                                                        | USA                                                                                          | 1971      |                                                                      |
| Im Morgengrauen ist es noch still                                                                                           | A sori sdes tichije | Stanislaw Rostozki                                                                    | Sowjetunion                                                                                  | 1972      |                                                                      |
| Im Netz der Abwehr | Underground | Arthur H. Nadel                                                                       | Großbritannien / USA                                                                         | 1970      |                                                                      |
| Im Rücken des Feindes | Front v tylu vraga, auch: V týlu neprítele                                                                                | Igor Gostev, Victor Kulle                                                             | Sowjetunion / Tschechoslowakei                                                               | 1982      |                                                                      |
| Im Schatten des Sieges | In de schaduw van de overwinning                                                                                          | Ate de Jong                                                                           | Niederlande                                                                                  | 1986      |                                                                      |
| Im Wendekreis des Kreuzes                                                                                                   | The Scarlet and the Black                                                                                                 | Jerry London                                                                          | Großbritannien / USA                                                                         | 1983      |                                                                      |
| Immortal Sergeant | Immortal Sergeant | John M. Stahl                                                                         | USA                                                                                          | 1943      |                                                                      |
| In die japanische Sonne auch: Airforce                                                                                      | Air Force | Howard Hawks                                                                          | USA                                                                                          | 1943      |                                                                      |
| Für was wir dienen | In Which We Serve | Noël Coward, David Lean                                                               | Großbritannien                                                                               | 1942      |                                                                      |
| Inglourious Basterds | Inglourious Basterds | Quentin Tarantino                                                                     | USA / Deutschland                                                                            | 2009      |                                                                      |
| Inside the Third Reich | Inside the Third Reich | Marvin J. Chomsky                                                                     | USA                                                                                          | 1982      |                                                                      |
| International Squadron | International Squadron | Lothar Mendes, Lewis Seiler                                                           | USA                                                                                          | 1941      |                                                                      |
| Into the White | Into the White | Petter Næss                                                                           | Norwegen, Schweden                                                                           | 2012      |                                                                      |
| Iwans Kindheit | Иваново детство, (Iwanowo detstwo)                                                                                        | Andrei Tarkowski                                                                      | SUN                                                                                          | 1962      |                                                                      |
| Italiani brava gente | Oni shli na vostok | Giuseppe De Santis                                                                    | Italien / Sowjetunion                                                                        | 1964      |                                                                      |
| Jakob der Lügner | Jakob the Liar | Peter Kassovitz                                                                       | USA                                                                                          | 1999      |                                                                      |
| Jojo Rabbit | | Taika Waititi                                                                         | Neuseeland, Tschechische Republik, USA                                                       | 2019      |                                                                      |
| Jutro idziemy do kina | Jutro idziemy do kina | Michał Kwieciński                                                                     | Polen                                                                                        | 2007      | Fernsehfilm                                                          |
| Junge Adler | Junge Adler | Alfred Weidenmann                                                                     | Deutschland                                                                                  | 1944      | Propagandafilm                                                       |
| Jurgais pari | Jurgais pari | Siko Dolidze, Davit Rondeli                                                           | Sowjetunion                                                                                  | 1944      |                                                                      |
| Kaiten – Human Torpedo War                                                                                                  | Deguchi no nai umi | Kiyoshi Sasabe                                                                        | Japan                                                                                        | 2006      |                                                                      |
| Kamikaze – Ich sterbe für euch alle                                                                                         | Ore wa, kimi no tame ni koso shini ni iku                                                                                 | Yasujiro Shimazu                                                                      | Japan                                                                                        | 2007      |                                                                      |
| Kampf in den Wolken | A Guy Named Joe | Victor Fleming                                                                        | USA                                                                                          | 1943      |                                                                      |
| Kampfgeschwader 633 | 633 Squadron | Walter Grauman                                                                        | Großbritannien / USA                                                                         | 1964      |                                                                      |
| Kampfgeschwader Zero | Zerosen moyu | Toshio Masuda                                                                         | Japan                                                                                        | 1984      |                                                                      |
| Katastrofa w Gibraltarze | Katastrofa w Gibraltarze                                                                                                  | Bohdan Poreba                                                                         | Polen                                                                                        | 1984      |                                                                      |
| Kato hayabusa sento-tai | Kato hayabusa sento-tai                                                                                                   | Kajirô Yamamoto                                                                       | Japan                                                                                        | 1944      |                                                                      |
| Keinen Groschen für die Ewigkeit                                                                                            | Force of Arms, auch: A Girl for Joe                                                                                       | Michael Curtiz                                                                        | USA                                                                                          | 1951      |                                                                      |
| Kennwort: Overlord | Overlord | Stuart Cooper                                                                         | Großbritannien                                                                               | 1975      |                                                                      |
| Kennwort „Schweres Wasser“                                                                                                  | The Heroes of Telemark | Anthony Mann                                                                          | Großbritannien                                                                               | 1965      |                                                                      |
| Kesselschlacht | Battleground | William A. Wellman                                                                    | USA                                                                                          | 1949      |                                                                      |
| Kesselschlacht in der Normandie                                                                                             | Red Rose of Normandy | Tino Struckmann                                                                       | USA                                                                                          | 2011      |                                                                      |
| Khu gam | Khu gam | Euthana Mukdasanit                                                                    | Thailand                                                                                     | 1997      |                                                                      |
| Klarer Himmel | Tschistoje njebo | Grigori Tschuchrai                                                                    | UdSSR                                                                                        | 1961      |                                                                      |
| Klar Schiff zum Gefecht | Away All Boats | Joseph Pevney                                                                         | USA                                                                                          | 1956      |                                                                      |
| Kokoda – Das 39. Bataillon                                                                                                  | Kokoda | Alister Grierson                                                                      | Australien                                                                                   | 2006      |                                                                      |
| Königstiger vor El Alamein                                                                                                  | La battaglia di El Alamein                                                                                                | Giorgio Ferroni                                                                       | Italien / Frankreich                                                                         | 1969      |                                                                      |
| Komm und sieh, auch: Geh und sieh                                                                                           | Idi i smotri | Elem Klimov                                                                           | Sowjetunion                                                                                  | 1985      |                                                                      |
| Kommando Schwarzer Panther                                                                                                  | Tempi di guerra | Umberto Lenzi                                                                         | Italien / Jugoslawien                                                                        | 1987      |                                                                      |
| Korvette K 225 | Corvette K-225 | Richard Rosson                                                                        | USA                                                                                          | 1943      |                                                                      |
| Kriegsgericht | Kriegsgericht | Kurt Meisel                                                                           | Deutschland                                                                                  | 1959      |                                                                      |
| Kriegsgesetz | Legge di guerra | Bruno Paolinelli                                                                      | Italien / Frankreich / Deutschland                                                           | 1961      |                                                                      |
| La bestia in calore | La bestia in calore, auch: Horrifying Experiments of S.S. Last Days, auch: S.S. Experiment Camp 2, auch: Beast in Heat    | Luigi Batzella                                                                        | Italien                                                                                      | 1977      |                                                                      |
| Ladies Courageous | Ladies Courageous | John Rawlins                                                                          | USA                                                                                          | 1944      |                                                                      |
| Landung in Salerno | A Walk in the Sun | Lewis Milestone                                                                       | USA                                                                                          | 1945      |                                                                      |
| L’armée du crime | L’armée du crime | Robert Guédiguian                                                                     | Frankreich                                                                                   | 2009      |                                                                      |
| Mädchen für die Soldaten | Le soldatesse | Valerio Zurlini                                                                       | Italien / Frankreich / Deutschland / Jugoslawien                                             | 1965      |                                                                      |
| Leben und Sterben des Colonel Blimp                                                                                         | The Life and Death of Colonel Blimp                                                                                       | Michael Powell                                                                        | Großbritannien                                                                               | 1943      |                                                                      |
| Ledernacken, auch: Die Ledernacken                                                                                          | Marine Raiders | Harold D. Schuster                                                                    | USA                                                                                          | 1944      |                                                                      |
| Leftenan Adnan | Leftenan Adnan | Aziz M. Osman                                                                         | Malaysia                                                                                     | 2000      |                                                                      |
| Leningrad, auch: Leningrad – Die Blockade                                                                                   | Leningrad, auch: Attack on Leningrad                                                                                      | Aleksandr Buravsky                                                                    | Russland / Großbritannien                                                                    | 2009      |                                                                      |
| Letters from Iwo Jima | Letters from Iwo Jima | Clint Eastwood                                                                        | USA                                                                                          | 2006      |                                                                      |
| Liwayway ng kalayaan | Liwayway ng kalayaan | Gerardo de Leon                                                                       | Philippinen                                                                                  | 1944      |                                                                      |
| Lore | Lore | Cate Shortland                                                                        | Australien, Deutschland, Großbritannien                                                      | 2012      |                                                                      |
| Lorelei | Rōrerai, auch: Lorelei: The Witch of the Pacific Ocean                                                                    | Shinji Higuchi                                                                        | Japan                                                                                        | 2005      |                                                                      |
| Lucie Aubrac | Lucie Aubrac | Claude Berri                                                                          | Frankreich                                                                                   | 1997      |                                                                      |
| Luftschlacht um England, auch: Die Luftschlacht um England                                                                  | Battle of Britain, auch: The Battle of Britain                                                                            | Guy Hamilton                                                                          | Großbritannien                                                                               | 1969      |                                                                      |
| Luftwaffenhelfer | Luftwaffenhelfer | Volker Vogeler                                                                        | Deutschland                                                                                  | 1980      |                                                                      |
| Lza ksiecia ciemnosci | Lza ksiecia ciemnosci, auch: Tear of the Prince of Darkness                                                               | Marek Piestrak                                                                        | Estland / Polen / Russland                                                                   | 1993      |                                                                      |
| MacArthur – Held des Pazifik                                                                                                | MacArthur | Joseph Sargent                                                                        | USA                                                                                          | 1977      |                                                                      |
| Mai 1943 – Die Zerstörung der Talsperren                                                                                    | The Dam Busters | Michael Anderson                                                                      | Großbritannien                                                                               | 1954      |                                                                      |
| Malakhov kurgan | Malakhov kurgan | Iossif Cheifiz, Alexander Sarchi                                                      | Sowjetunion                                                                                  | 1944      |                                                                      |
| Mama, ich lebe | Mama, ich lebe | Konrad Wolf                                                                           | DDR                                                                                          | 1977      |                                                                      |
| Malta Story | Malta Story | Brian Desmond Hurst                                                                   | Großbritannien                                                                               | 1953      |                                                                      |
| Man wird nicht als Soldat geboren                                                                                           | Wosmesdije | Alexander Stolper                                                                     | Sowjetunion                                                                                  | 1967      |                                                                      |
| Marinai senza stelle | Marinai senza stelle | Francesco De Robertis                                                                 | Italien                                                                                      | 1948      |                                                                      |
| Marsch durch die Hölle | A Town Like Alice | Jack Lee                                                                              | Großbritannien                                                                               | 1956      |                                                                      |
| Massacre Harbor | Massacre Harbor | John Peyser                                                                           | USA                                                                                          | 1968      |                                                                      |
| Masters of the Air | Masters of the Air | Cary Joji Fukunaga                                                                    | USA                                                                                          | 2023      |                                                                      |
| Max Manus | Max Manus, auch: Max Manus: Man of War                                                                                    | Joachim Rønning                                                                       | Norwegen / Dänemark / Deutschland                                                            | 2008      |                                                                      |
| Mein Kriegswinter | Oorlogswinter, auch: Winter in Wartime                                                                                    | Martin Koolhoven                                                                      | Niederlande / Belgien                                                                        | 2008      |                                                                      |
| Meine Stunde Null | Meine Stunde Null | Joachim Hasler                                                                        | DDR                                                                                          | 1970      |                                                                      |
| Memphis Belle | Memphis Belle | Michael Caton-Jones                                                                   | Großbritannien                                                                               | 1990      |                                                                      |
| Men Behind the Sun | Hak Taai Yeung 731 | Mou Tun-Fei                                                                           | Hongkong                                                                                     | 1988      |                                                                      |
| Mensch und Bestie | Mensch und Bestie | Edwin Zbonek                                                                          | Deutschland / Jugoslawien                                                                    | 1963      |                                                                      |
| Meuterei in Port Chicago | Mutiny | Kevin Hooks                                                                           | USA                                                                                          | 1999      | Fernsehfilm                                                          |
| Midway – Für die Freiheit                                                                                                   | Midway | Roland Emmerich                                                                       | USA, China                                                                                   | 2019      |                                                                      |
| Mission im Pazifik | Wing and a Prayer | Henry Hathaway                                                                        | USA                                                                                          | 1944      |                                                                      |
| Monte Cassino, auch: Monte-Cassino                                                                                          | La battaglia dell’ultimo panzer                                                                                           | José Luis Merino                                                                      | Spanien / Italien                                                                            | 1969      |                                                                      |
| Monuments Men – Ungewöhnliche Helden                                                                                        | The Monuments Men | George Clooney                                                                        | USA, Deutschland                                                                             | 2014      |                                                                      |
| Morituri | Morituri | Bernhard Wicki                                                                        | USA                                                                                          | 1965      |                                                                      |
| Moskito-Bomber greifen an                                                                                                   | Mosquito Squadron | Boris Sagal                                                                           | USA                                                                                          | 1969      |                                                                      |
| Moyuru ōzora | Moyuru ōzora | Yutaka Abe                                                                            | Japan                                                                                        | 1940      |                                                                      |
| Mrs. Miniver | Mrs. Miniver | William Wyler                                                                         | USA                                                                                          | 1942      |                                                                      |
| Mutige Frauen | So Proudly We Hail! | Mark Sandrich                                                                         | USA                                                                                          | 1943      |                                                                      |
| Na straży swej stać będę | Na straży swej stać będę                                                                                                  | Kazimierz Kutz                                                                        | Polen                                                                                        | 1984      |                                                                      |
| Nacht fiel über Gotenhafen                                                                                                  | Nacht fiel über Gotenhafen                                                                                                | Frank Wisbar                                                                          | Deutschland                                                                                  | 1959      |                                                                      |
| Nachts, wenn der Teufel kam                                                                                                 | | Robert Siodmak                                                                        | Deutschland                                                                                  | 1957      |                                                                      |
| Nackt unter Wölfen | | Frank Beyer                                                                           | DDR                                                                                          | 1963      |                                                                      |
| Napola – Elite für den Führer                                                                                               | Napola – Elite für den Führer                                                                                             | Dennis Gansel                                                                         | Deutschland                                                                                  | 2004      |                                                                      |
| Narvik | Kampen om Narvik | Erik Skjoldbjærg                                                                      | Norwegen                                                                                     | 2022      |                                                                      |
| Netaji Subhas Chandra Bose: The Forgotten Hero                                                                              | Netaji Subhas Chandra Bose: The Forgotten Hero                                                                            | Shyam Benegal                                                                         | Indien                                                                                       | 2005      |                                                                      |
| Nichijô no tatakai | Nichijô no tatakai | Yasujiro Shimazu                                                                      | Japan                                                                                        | 1944      |                                                                      |
| Nihon no ichiban nagai hi                                                                                                   | Nihon no ichiban nagai hi, auch: Japan’s Longest Day                                                                      | Kihachi Okamoto                                                                       | Japan                                                                                        | 1967      |                                                                      |
| Nine Men | Nine Men! | Harry Watt                                                                            | Großbritannien                                                                               | 1943      |                                                                      |
| Noi, cei din linia întîi | Noi, cei din linia întîi!                                                                                                 | Sergiu Nicolaescu                                                                     | Rumänien                                                                                     | 1985      |                                                                      |
| Nur drei kamen durch | From Hell to Victory | Umberto Lenzi                                                                         | Italien / Spanien / Frankreich                                                               | 1979      |                                                                      |
| Odessa in Flammen | Odessa in fiamme | Carmine Gallone                                                                       | Italien / Rumänien                                                                           | 1942      |                                                                      |
| Oglinda | Oglinda, auch: Începutul adevarului, auch: The Mirror                                                                     | Sergiu Nicolaescu                                                                     | Rumänien                                                                                     | 1993      |                                                                      |
| Ohne Rücksicht auf Verluste                                                                                                 | Bombardier | Richard Wallace                                                                       | USA                                                                                          | 1943      |                                                                      |
| Okinawa – The Last Battle, auch: Okinawa: The last Battle                                                                   | Manatsu no Orion, auch: Last Operations Under the Orion                                                                   | Tetsuo Shinohara                                                                      | Japan                                                                                        | 2009      |                                                                      |
| One of Our Aircraft Is Missing                                                                                              | One of Our Aircraft Is Missing                                                                                            | Michael Powell, Emeric Pressburger                                                    | Großbritannien                                                                               | 1942      | Propagandafilm                                                       |
| Only the Brave | Only the Brave | Lane Nishikawa                                                                        | USA                                                                                          | 2006      |                                                                      |
| Okinawa, auch: Die Hölle von Okinawa                                                                                        | Halls of Montezuma | Lewis Milestone                                                                       | USA                                                                                          | 1951      |                                                                      |
| Okinawa, the last battle | Manatsu no Orion | Tetsuo Shinohara                                                                      | Japan                                                                                        | 2009      |                                                                      |
| Okruchy wojny | Okruchy wojny | Andrzej Barszczynski, Jan Chodkiewicz                                                 | Polen                                                                                        | 1986      |                                                                      |
| Operation: Overlord | Overlord | Julius Avery                                                                          | USA                                                                                          | 2018      |                                                                      |
| Operation Polarfuchs | Gränsen, auch: Beyond the Border                                                                                          | Richard Holm                                                                          | Schweden                                                                                     | 2011      |                                                                      |
| Operation Valhalla | The Gypsy Warriors | Lou Antonio                                                                           | USA                                                                                          | 1978      |                                                                      |
| Operation Walküre – Das Stauffenberg-Attentat                                                                               | Valkyrie | Bryan Singer                                                                          | USA / Deutschland                                                                            | 2008      |                                                                      |
| Oppenheimer | Oppenheimer | Christopher Nolan                                                                     | USA / Großbritannien                                                                         | 2023      |                                                                      |
| Osvobozhdenie: Napravleniye glavnogo udara                                                                                  | Osvobozhdenie: Napravleniye glavnogo udara                                                                                | Juri Oserow                                                                           | Sowjetunion / DDR / Polen / Italien                                                          | 1971      |                                                                      |
| Over Here | Over Here | Tony Dow                                                                              | USA                                                                                          | 1996      | Zweiteiler                                                           |
| Pacific Rendezvous | Pacific Rendezvous | George Sidney                                                                         | USA                                                                                          | 1942      |                                                                      |
| Paloh | Paloh | Adman Salleh                                                                          | Malaysia                                                                                     | 2003      |                                                                      |
| Paisà, auch: Paisa, auch: Von Anfang an war Liebe                                                                           | Paisà | Roberto Rossellini                                                                    | Italien                                                                                      | 1946      | 6 Episoden                                                           |
| Panaghóy sa subâ | Panaghóy sa subâ, auch: Panaghóy sa subâ: The Call of the River                                                           | Cesar Montano                                                                         | Philippinen                                                                                  | 2004      |                                                                      |
| Panzer nach vorn | Armored Command | Byron Haskin                                                                          | USA                                                                                          | 1961      |                                                                      |
| Panzerschiff Graf Spee | The Battle of the River Plate                                                                                             | Michael Powell, Emeric Pressburger                                                    | Großbritannien                                                                               | 1956      |                                                                      |
| Panzerzug nach Stalingrad – Kämpfen oder sterben                                                                            | Последний бронепоезд (Posledniy bronepoezd)                                                                               | Zinovi Roizman                                                                        | Russland / Belarus                                                                           | 2006      |                                                                      |
| Paradise Road, auch: Paradise Road – Weg aus der Hölle, auch: Weg aus der Hölle                                             | Paradise Road | Bruce Beresford                                                                       | Australien / USA                                                                             | 1997      |                                                                      |
| Partisanen im Sturm | Buran, auch: Duma o Kovpake: Karpaty, Karpaty…                                                                            | Timofej Lewtschuk                                                                     | Sowjetunion                                                                                  | 1976      |                                                                      |
| Pastorale 1943 | Pastorale 1943 | Wim Verstappen                                                                        | Niederlande                                                                                  | 1978      |                                                                      |
| Pathfinders – Die Kompanie der Unbekannten                                                                                  | Pathfinders: In the Company of Strangers                                                                                  | Curt A. Sindelar                                                                      | USA                                                                                          | 2011      |                                                                      |
| Patrouillenboot PT 109 | PT 109 | Leslie H. Martinson                                                                   | USA                                                                                          | 1963      |                                                                      |
| Patton – Rebell in Uniform                                                                                                  | Patton | Franklin J. Schaffner                                                                 | USA                                                                                          | 1970      |                                                                      |
| Pazifikgeschwader 214 | Baa Baa Black Sheep | Idee: Gregory Boyington, Nicolas Corea                                                | USA                                                                                          | 1976–1978 | 37-teilige Fernsehserie                                              |
| Pearl Harbor | Pearl Harbor | Michael Bay                                                                           | USA                                                                                          | 2001      |                                                                      |
| Pilot #5 | Pilot #5, auch: Pilot No. 5                                                                                               | George Sidney                                                                         | USA                                                                                          | 1943      | Propagandafilm                                                       |
| Pipo | Pipo, auch: A Time for Dying                                                                                              | Luis Nepomuceno                                                                       | Philippinen                                                                                  | 1970      |                                                                      |
| Platoon of Children | Straight Into Darkness | Jeff Burr                                                                             | USA                                                                                          | 2004      |                                                                      |
| Polumgla, auch: Polumgla – Gulag der Verdammten, auch: Halbdunkel                                                           | Polumgla | Artyom Antonow                                                                        | Deutschland / Russland                                                                       | 2006      |                                                                      |
| Pornografia | Pornografia | Jan Jakub Kolski                                                                      | Polen / Frankreich                                                                           | 2003      |                                                                      |
| Prisoners of War | Mai wei | Kang Je-gyu                                                                           | Südkorea                                                                                     | 2011      |                                                                      |
| Proverka na dorogakh | Проверка на дорогах | Alexei German                                                                         | Sowjetunion                                                                                  | 1971      |                                                                      |
| Przeprawa | Przeprawa | Viktor Turov                                                                          | Polen / Sowjetunion                                                                          | 1988      |                                                                      |
| Puraido: Unmei no toki auch: Pride: The Fateful Moment                                                                      | Puraido: Unmei no toki | Shunya Ito                                                                            | Japan                                                                                        | 1998      |                                                                      |
| Raduga | Радуга | Mark Donskoi                                                                          | Sowjetunion                                                                                  | 1944      |                                                                      |
| Raigekitai shutsudo | Raigekitai shutsudo | Kajirô Yamamoto                                                                       | Japan                                                                                        | 1944      |                                                                      |
| Tödlicher Irrtum auch: Das Massaker – Der Fall Kappler                                                                      | Rappresaglia | George Pan Cosmatos                                                                   | Italien / Frankreich                                                                         | 1973      |                                                                      |
| Red Sniper – Die Todesschützin                                                                                              | Битва за Севастополь (Bitwa sa Sewastopol)                                                                                | Sergei Jewgenjewitsch Mokrizki                                                        | Russland / Ukraine                                                                           | 2015      |                                                                      |
| Red Tails | Red Tails | Anthony Hemingway                                                                     | USA                                                                                          | 2012      |                                                                      |
| Resistance | Resistance | Todd Komarnicki                                                                       | USA / Niederlande                                                                            | 2003      |                                                                      |
| Rom, offene Stadt | Roma, città aperta | Roberto Rossellini                                                                    | Italien                                                                                      | 1945      |                                                                      |
| Roman Rapido | Roman Rapido | Argel Joseph                                                                          | Philippinen                                                                                  | 1983      |                                                                      |
| Rommel, der Wüstenfuchs | The Desert Fox: The Story of Rommel                                                                                       | Henry Hathaway                                                                        | USA                                                                                          | 1951      |                                                                      |
| Rommel ruft Kairo | Rommel ruft Kairo | Wolfgang Schleif                                                                      | Deutschland                                                                                  | 1959      |                                                                      |
| Sabotage at Sea | Sabotage at Sea | Leslie S. Hiscott                                                                     | Großbritannien                                                                               | 1942      |                                                                      |
| Sabotageauftrag Berlin | Desperate Journey | Raoul Walsh                                                                           | USA                                                                                          | 1942      |                                                                      |
| Sahara | Sahara | Zoltan Korda                                                                          | USA                                                                                          | 1943      |                                                                      |
| Sahara – Wüste des Todes | Sahara | Brian Trenchard-Smith                                                                 | Australien / USA                                                                             | 1995      | Fernsehfilm Remake von Sahara                                        |
| Saints and Soldiers – Die wahren Helden der Ardennenschlacht                                                                | Saints and Soldiers, auch: The Saints of War                                                                              | Ryan Little                                                                           | USA                                                                                          | 2003      |                                                                      |
| Saints and Soldiers II: Airborne Creed                                                                                      | Saints and Soldiers: Airborne Creed                                                                                       | Ryan Little                                                                           | USA                                                                                          | 2012      |                                                                      |
| Salvo D’Acquisto | Salvo D’Acquisto | Romolo Guerrieri                                                                      | Italien                                                                                      | 1974      | Fernsehfilm                                                          |
| Schindlers Liste | Schindler's List | Steven Spielberg                                                                      | USA                                                                                          | 1993      |                                                                      |
| Schlacht an der Blutküste                                                                                                   | Battle at Bloody Beach | Herbert Coleman                                                                       | USA                                                                                          | 1961      |                                                                      |
| Schlacht um Anzio | Lo sbarco di Anzio | Duilio Coletti                                                                        | Italien / USA                                                                                | 1968      |                                                                      |
| Schlacht um Kreta, auch: Gold Warriors                                                                                      | Sti mahi tis Kritis | Vasilis Georgiadis, Siro Marcellini                                                   | ESP / GRC / Italien                                                                          | 1970      |                                                                      |
| Schlacht um Midway | Midway | Jack Smight                                                                           | USA                                                                                          | 1976      |                                                                      |
| Schlacht um Moskau | Битва за Москву, (Bitwa sa Moskwu), auch: Boj o Moskvu                                                                    | Juri Oserow                                                                           | Sowjetunion / Tschechoslowakei / DDR / Ungarn                                                | 1985      | Zweiteiler                                                           |
| Schlachtgewitter am Monte Cassino                                                                                           | Story of G.I. Joe | William A. Wellman                                                                    | USA                                                                                          | 1945      |                                                                      |
| Schnellboote vor Bataan | They Were Expandable | John Ford                                                                             | USA                                                                                          | 1945      |                                                                      |
| Sein oder Nichtsein | To Be or Not to Be | Ernst Lubitsch                                                                        | USA                                                                                          | 1942      |                                                                      |
| Sekretar raykoma | Sekretar raykoma | Ivan Pyryev                                                                           | Sowjetunion                                                                                  | 1943      |                                                                      |
| Sergeant Mike | Sergeant Mike | Henry Levin                                                                           | USA                                                                                          | 1944      |                                                                      |
| Sergeant Waters – Eine Soldatengeschichte                                                                                   | A Soldier’s Story | Norman Jewison                                                                        | USA                                                                                          | 1984      |                                                                      |
| Ships with Wings | Ships with Wings | Sergei Nolbandov                                                                      | Großbritannien                                                                               | 1941      |                                                                      |
| Sie kämpfen für die Heimat                                                                                                  | Oni srazhalis za rodinu                                                                                                   | Sergei Bondartschuk                                                                   | Sowjetunion                                                                                  | 1975      |                                                                      |
| Sie nannten ihn King, auch: Diamantenjagd im Land der Krokodile                                                             | King Rat | Bryan Forbes                                                                          | USA                                                                                          | 1965      |                                                                      |
| Siebzehn Augenblicke des Frühlings, auch: 17 Augenblicke des Frühlings                                                      | Семнадцать мгновений весны (Semnadzat mgnowenij wesny)                                                                    | Tatjana Liosnowa                                                                      | Sowjetunion                                                                                  | 1973      | Zwölfteilige Miniserie                                               |
| Sisu: Rache ist süss | Sisu | Jalmari Helander                                                                      | Finnland / Großbritannien                                                                    | 2022      |                                                                      |
| So weit die Füße tragen (1959)                                                                                              | So weit die Füße tragen (1959)                                                                                            | Fritz Umgelter                                                                        | Deutschland                                                                                  | 1959      |                                                                      |
| So weit die Füße tragen (2001)                                                                                              | So weit die Füße tragen (2001)                                                                                            | Hardy Martins                                                                         | Deutschland                                                                                  | 2001      |                                                                      |
| Flucht aus Sobibor | Escape from Sobibor | Jack Gold                                                                             | Großbritannien / Jugoslawien                                                                 | 1987      | Fernsehfilm                                                          |
| Soldaten der Freiheit | Soldaty Swobody, auch: Woinizi na Swobodata                                                                               | Juri Oserow                                                                           | Sowjetunion / DDR / Bulgarien / Polen / Ungarn / Tschechoslowakei                            | 1977      |                                                                      |
| Soldaty | Soldaty | Aleksandr Ivanov                                                                      | Sowjetunion                                                                                  | 1956      |                                                                      |
| Soldiers of War | Spoils of War | Jean Liberté                                                                          | USA                                                                                          | 2009      |                                                                      |
| Sommer 1943 – Das Ende der Unschuld                                                                                         | Wołyń | Wojciech Smarzowski                                                                   | Polen                                                                                        | 2016      |                                                                      |
| Son of Saul | Saul fia | László Nemes                                                                          | Ungarn                                                                                       | 2015      |                                                                      |
| Song of Russia | Song of Russia | Gregory Ratoff, László Benedek                                                        | USA                                                                                          | 1944      |                                                                      |
| Speer und Er | Speer und Er | Heinrich Breloer                                                                      | Deutschland                                                                                  | 2005      |                                                                      |
| Spezialeinheit IQ | A Midnight Clear | Keith Gordon                                                                          | USA                                                                                          | 1992      |                                                                      |
| Spezialeinheit Werwolf | Okhota na vervolfa | Ewgenj Mitrofanow                                                                     | Russland                                                                                     | 2009      |                                                                      |
| Spion zwischen 2 Fronten, auch: Im Dienste der deutschen Armee                                                              | Triple Cross | Terence Young                                                                         | Frankreich / Großbritannien                                                                  | 1966      |                                                                      |
| Sprengkommando Ledernacken                                                                                                  | Operation Bikini | Anthony Carras                                                                        | USA                                                                                          | 1963      |                                                                      |
| Squadriglia bianca | Squadriglia bianca | Ion Sava                                                                              | Rumänien / Italien                                                                           | 1944      |                                                                      |
| Stählerne Schwingen, auch: Guadalcanal – Entscheidung im Pazifik, auch: Jagdgeschwader Wildkatze                            | Flying Leathernecks | Nicholas Ray                                                                          | USA                                                                                          | 1951      |                                                                      |
| Stahlgewitter, auch: Zwei schlagen zurück                                                                                   | Back to Bataan | Edward Dmytryk                                                                        | USA                                                                                          | 1945      |                                                                      |
| Stalag 17 | Stalag 17 | Billy Wilder                                                                          | USA                                                                                          | 1953      |                                                                      |
| Stalingrad | Сталинград | Yuri Ozerov                                                                           | Sowjetunion / DDR / USA / Tschechoslowakei                                                   | 1989      |                                                                      |
| Stalingrad | Stalingrad | Joseph Vilsmaier                                                                      | Deutschland                                                                                  | 1993      |                                                                      |
| Stalingrad | | Fjodor Bondartschuk                                                                   | Russland                                                                                     | 2013      |                                                                      |
| Stand by for Action | Stand by for Action | Robert Z. Leonard                                                                     | USA                                                                                          | 1942      |                                                                      |
| Stauffenberg | Stauffenberg | Jo Baier                                                                              | Deutschland / Österreich                                                                     | 2004      | Fernsehfilm                                                          |
| Steiner – Das Eiserne Kreuz                                                                                                 | Cross of Iron | Sam Peckinpah                                                                         | Großbritannien / Deutschland / Jugoslawien                                                   | 1977      |                                                                      |
| Steiner – Das Eiserne Kreuz, 2. Teil                                                                                        | Steiner – Das Eiserne Kreuz, 2. Teil                                                                                      | Andrew V. McLaglen                                                                    | Deutschland                                                                                  | 1979      |                                                                      |
| Stille Helden | The Captive Heart | Basil Dearden                                                                         | Großbritannien                                                                               | 1946      |                                                                      |
| Stoßtrupp Gold | Kelly’s Heroes | Brian G. Hutton                                                                       | Jugoslawien / USA                                                                            | 1970      |                                                                      |
| Stukas | Stukas | Karl Ritter                                                                           | Deutschland                                                                                  | 1941      | Propagandafilm Vorbehaltsfilm                                        |
| Stukas über London | La battaglia d’Inghilterra                                                                                                | Enzo G. Castellari                                                                    | Italien                                                                                      | 1969      |                                                                      |
| Sturm auf die eiserne Küste                                                                                                 | Attack on the Iron Coast                                                                                                  | Paul Wendkos                                                                          | USA / Großbritannien                                                                         | 1968      |                                                                      |
| Sturm auf Festung Brest | Брестская крепость (Brestskaja krepost)                                                                                   | Alexander Kott                                                                        | Russland / Belarus                                                                           | 2010      |                                                                      |
| Sturm auf Höhe 17, auch: Sturm auf Höhe 4, auch: Sturmtrupp in die Hölle                                                    | Vrhovi Zelengore | Zdravko Velimirovic                                                                   | Jugoslawien                                                                                  | 1977      |                                                                      |
| Sturm auf Höhe 404 | The Young Warriors | John Peyser                                                                           | USA                                                                                          | 1967      |                                                                      |
| Sturmläuten | Nabat, auch: Duma o Kovpake: Nabat                                                                                        | Timofej Lewtschuk                                                                     | Sowjetunion                                                                                  | 1973      |                                                                      |
| Sturmgeschwader Komet | Flat Top | Lesley Selander                                                                       | USA                                                                                          | 1952      |                                                                      |
| Sturzflug in die Hölle | Ôzora no samurai | Seiji Maruyama                                                                        | Japan                                                                                        | 1976      |                                                                      |
| Submarine Seahawk | Submarine Seahawk | Spencer Gordon Bennet                                                                 | USA                                                                                          | 1958      |                                                                      |
| Svolochi | Svolochi (Сволочи), auch: Bastards                                                                                        | Aleksandr Atanesyan                                                                   | Russland                                                                                     | 2006      |                                                                      |
| Tage des Ruhms | Indigènes | Rachid Bouchareb                                                                      | Frankreich / Belgien / Algerien / Marokko                                                    | 2006      |                                                                      |
| Tage des Zorns - Im Netz der Verschwörung                                                                                   | Flammen og Citronen, auch: Flammen & Citronen                                                                             | Ole Christian Madsen                                                                  | Dänemark / Deutschland / Norwegen / Frankreich / Schweden / Finnland / Tschechische Republik | 2008      |                                                                      |
| Codename Fox – Die letzte Schlacht im Pazifik                                                                               | Taiheiyou no kiseki: Fokkusu to yobareta otoko, auch: Oba: The Last Samurai                                               | Hideyuki Hirayama                                                                     | Japan                                                                                        | 2011      |                                                                      |
| Taxi nach Tobruk | Un taxi pour Tobrouk | Denys de La Patellière                                                                | Frankreich / Spanien / Deutschland                                                           | 1960      |                                                                      |
| The 12th Man - Kampf ums Überleben                                                                                          | Den 12. Mann | Harald Zwart                                                                          | Norwegen                                                                                     | 2017      |                                                                      |
| The 800 | 八佰 (Bābǎi) | Guan Hu                                                                               | China                                                                                        | 2020      |                                                                      |
| The Bells Go Down | The Bells Go Down | Basil Dearden                                                                         | Großbritannien                                                                               | 1943      |                                                                      |
| The Big Red One | The Big Red One | Samuel Fuller                                                                         | USA                                                                                          | 1979      |                                                                      |
| The Birdmen | The Birdmen, auch: Escape of the Birdmen, auch: Operation Braindrain – Codename: Chessboard                               | Philip Leacock                                                                        | USA                                                                                          | 1971      | Fernsehfilm                                                          |
| The Boy from Stalingrad | The Boy from Stalingrad                                                                                                   | Sidney Salkow                                                                         | USA                                                                                          | 1943      |                                                                      |
| The Bugle Sounds | The Bugle Sounds | S. Sylvan Simon                                                                       | USA                                                                                          | 1942      |                                                                      |
| Im Schatten der Zitadelle                                                                                                   | The Colditz Story | Guy Hamilton                                                                          | Großbritannien                                                                               | 1955      |                                                                      |
| The Cross of Lorraine | The Cross of Lorraine | Tay Garnett                                                                           | USA                                                                                          | 1943      |                                                                      |
| The Cross Roads – Die Verfluchten des Krieges                                                                               | La croisée des chemins | David Aboucaya                                                                        | Frankreich                                                                                   | 2007      |                                                                      |
| The Day Will Dawn | The Day Will Dawn, auch: The Avengers                                                                                     | Harold French                                                                         | Großbritannien                                                                               | 1942      |                                                                      |
| The Fallen | The Fallen | Ari Taub                                                                              | USA / Deutschland / Italien                                                                  | 2004      |                                                                      |
| The First of the Few | The First of the Few, auch: Spitfire                                                                                      | Leslie Howard                                                                         | Großbritannien                                                                               | 1942      |                                                                      |
| The Flemish Farm | The Flemish Farm | Jeffrey Dell                                                                          | Großbritannien                                                                               | 1943      | Propagandafilm                                                       |
| The Flowers of War | | Zhang Yimou                                                                           | China                                                                                        | 2011      |                                                                      |
| The Great Raid – Tag der Befreiung                                                                                          | The Great Raid | John Dahl                                                                             | USA                                                                                          | 2005      |                                                                      |
| The Impostor | The Impostor | Julien Duvivier                                                                       | USA                                                                                          | 1944      |                                                                      |
| The Imitation Game – Ein streng geheimes Leben                                                                              | The Imitation Game | Morten Tyldum                                                                         | Großbritannien, USA                                                                          | 2014      |                                                                      |
| The Last Bastion | The Last Bastion | Chris Thomson                                                                         | Australien                                                                                   | 1984      | Fernsehminiserie                                                     |
| The Last Mission – Das Himmelfahrtskommando                                                                                 | The Last Drop | Colin Teague                                                                          | Großbritannien                                                                               | 2005      |                                                                      |
| The Lion Has Wings | The Lion Has Wings | Adrian Brunel, Brian D. Hurst, Michael Powell, Alexander Korda                        | Großbritannien                                                                               | 1939      | Propagandafilm                                                       |
| The Master Race | The Master Race | Herbert J. Biberman                                                                   | USA                                                                                          | 1944      |                                                                      |
| The Navy Way | The Navy Way | William Berke                                                                         | USA                                                                                          | 1944      |                                                                      |
| The Next of Kin | The Next of Kin, auch: Next of Kin                                                                                        | Thorold Dickinson                                                                     | Großbritannien                                                                               | 1942      | Propagandafilm                                                       |
| The North Star, Armored Attack                                                                                              | The North Star, auch: Armored Attack                                                                                      | Lewis Milestone                                                                       | USA                                                                                          | 1943      |                                                                      |
| The Pacific | The Pacific | Tom Hanks, Steven Spielberg                                                           | USA                                                                                          | 2010      | Zehnteilige Miniserie                                                |
| The Painted Bird | | Václav Marhoul                                                                        | Slowakei, Tschechische Republik, Ukraine                                                     | 2019      |                                                                      |
| The Purple Heart | The Purple Heart | Lewis Milestone                                                                       | USA                                                                                          | 1944      |                                                                      |
| The Rat Patrol | The Rat Patrol | Schöpfer: Tom Gries                                                                   | USA                                                                                          | 1966–1968 | 58-teilige Fernsehserie                                              |
| The Rats of Tobruk | The Rats of Tobruk | Charles Chauvel                                                                       | Australien                                                                                   | 1944      |                                                                      |
| Die Russen kommen | Die Russen kommen | Heiner Carow                                                                          | DDR                                                                                          | 1968      |                                                                      |
| The Sea Shall Not Have Them                                                                                                 | The Sea Shall Not Have Them                                                                                               | Lewis Gilbert                                                                         | Großbritannien                                                                               | 1954      |                                                                      |
| The Silver Fleet | The Silver Fleet | Vernon Sewell, Gordon Wellesley                                                       | Großbritannien                                                                               | 1943      |                                                                      |
| The Sound of War, auch: Wenn Helden sterben                                                                                 | When Trumpets Fade | John Irvin                                                                            | USA                                                                                          | 1998      |                                                                      |
| The Strange Death of Adolf Hitler                                                                                           | The Strange Death of Adolf Hitler                                                                                         | James P. Hogan                                                                        | USA                                                                                          | 1943      |                                                                      |
| The Way Ahead | The Way Ahead | Carol Reed                                                                            | Großbritannien                                                                               | 1944      |                                                                      |
| The Way Back – Der lange Weg                                                                                                | The Way Back | Peter Weir                                                                            | USA                                                                                          | 2010      |                                                                      |
| The Way to the Stars | The Way to the Stars | Anthony Asquith                                                                       | Großbritannien                                                                               | 1945      |                                                                      |
| They Raid by Night | They Raid by Night | Spencer Gordon Bennet                                                                 | USA                                                                                          | 1942      |                                                                      |
| They Who Dare | They Who Dare | Lewis Milestone                                                                       | Großbritannien                                                                               | 1954      |                                                                      |
| This Is the Enemy | This Is the Enemy | Yevgeni Chervyakov, Viktor Eisymont, Vladimir Feinberg, Gerbert Rappaport, und andere | Sowjetunion                                                                                  | 1942      |                                                                      |
| To End All Wars – Die wahre Hölle am River Kwai auch: Gefangen in der Hölle, auch: Für ein Ende aller Kriege                | To End All Wars | David L. Cunningham                                                                   | USA / Großbritannien / Thailand                                                              | 2001      |                                                                      |
| To the Shores of Tripoli | To the Shores of Tripoli                                                                                                  | H. Bruce Humberstone                                                                  | USA                                                                                          | 1942      |                                                                      |
| Tobruk, auch: Die Kanonen von Tobruk                                                                                        | Tobruk | Arthur Hiller                                                                         | USA                                                                                          | 1967      |                                                                      |
| Tobruk | Tobruk | Václav Marhoul                                                                        | Tschechische Republik / Slowakei                                                             | 2008      |                                                                      |
| Todeskommando Iwo Jima | Combat Killers | Ken Loring                                                                            | Philippinen                                                                                  | 1970      |                                                                      |
| Todeskommando Panthersprung                                                                                                 | 5 per l’inferno | Gianfranco Parolini                                                                   | Italien                                                                                      | 1969      |                                                                      |
| Todeskommando Russland | Pod livnem pul | Witali Worobjow                                                                       | Russland                                                                                     | 2006      |                                                                      |
| Todeskommando Russland 2 | Pod livnem pul 2 | Witali Worobjow                                                                       | Russland                                                                                     | 2006      |                                                                      |
| Todeskommando Russland 3 | Nesluzhebnoe zadanie | Witali Worobjow                                                                       | Russland                                                                                     | 2004      |                                                                      |
| Todeskommando Russland 4 – Die Konfrontation                                                                                | Protivostoyanie | Witali Worobjow, Lyubov Sviridova                                                     | Russland                                                                                     | 2006      |                                                                      |
| Todeskommando Tobruk | Quella dannata pattuglia                                                                                                  | Roberto Bianchi Montero                                                               | Italien                                                                                      | 1969      |                                                                      |
| Todeszug nach Berlin | Rekvijem | Časlav Damjanović                                                                     | Jugoslawien                                                                                  | 1970      |                                                                      |
| Tora! Tora! Tora! | Tora! Tora! Tora! | Richard Fleischer, Kinji Fukasaku, Toshio Masuda                                      | USA / Japan                                                                                  | 1970      |                                                                      |
| Torpedo los! | Torpedo run | Joseph Pevney                                                                         | USA                                                                                          | 1958      |                                                                      |
| Torpedoflieger | Torpedonostsy | Semyon Aranovich                                                                      | Sowjetunion                                                                                  | 1983      |                                                                      |
| Torpedomänner greifen an | Siluri umani | Antonio Leonviola, Marc-Antonio Bragadin, Carlo Lizzani                               | Frankreich / Italien                                                                         | 1954      |                                                                      |
| Tsubasa no gaika | Tsubasa no gaika | Satsuo Yamamoto                                                                       | Japan                                                                                        | 1942      |                                                                      |
| Two-Man Submarine | Two-Man Submarine | Lew Landers                                                                           | USA                                                                                          | 1944      |                                                                      |
| Two Men Went to War | Two Men Went to War, auch: 2 Men Went to War                                                                              | John Henderson                                                                        | Großbritannien                                                                               | 2002      |                                                                      |
| Two Thousand Women | Two Thousand Women, auch: 2,000 Women                                                                                     | Frank Launder                                                                         | Großbritannien                                                                               | 1944      |                                                                      |
| U 23 – Tödliche Tiefen, auch: U 23 – Haie im Pazifik                                                                        | Run Silent, Run Deep | Robert Wise                                                                           | USA                                                                                          | 1958      |                                                                      |
| U 47 – Kapitänleutnant Prien                                                                                                | U 47 – Kapitänleutnant Prien                                                                                              | Harald Reinl                                                                          | Deutschland                                                                                  | 1958      |                                                                      |
| U-571 | U-571 | Jonathan Mostow                                                                       | Frankreich / USA                                                                             | 2000      |                                                                      |
| U-Boat, auch: U-Boat – In feindlicher Hand                                                                                  | In Enemy Hands | Tony Giglio                                                                           | USA                                                                                          | 2004      |                                                                      |
| U-Boat Prisoner | U-Boat Prisoner | Lew Landers, Budd Boetticher                                                          | USA                                                                                          | 1944      |                                                                      |
| U-Boote westwärts! | U-Boote westwärts! | Günther Rittau                                                                        | Deutschland                                                                                  | 1941      |                                                                      |
| Uchinari Jani | Uchinari Jani | Isidor Annensky, Wladimir Petrow                                                      | Sowjetunion                                                                                  | 1942      |                                                                      |
| Umarłem, aby żyć | Umarłem, aby żyć, auch: I Died to Live                                                                                    | Stanislaw Jedryka                                                                     | Polen                                                                                        | 1984      | Fernsehfilm                                                          |
| Umi to dokuyaku | Umi to dokuyaku | Kei Kumai                                                                             | Japan                                                                                        | 1986      |                                                                      |
| Un jour avant l’aube | Un jour avant l’aube | Jacques Ertaud                                                                        | Frankreich                                                                                   | 1994      |                                                                      |
| Un pilota ritorna | Un pilota ritorna | Roberto Rossellini                                                                    | Italien                                                                                      | 1942      |                                                                      |
| Unbroken | | Angelina Jolie                                                                        | USA                                                                                          | 2014      |                                                                      |
| Und dennoch leben sie, auch: … und dennoch leben sie                                                                        | La Ciociara | Vittorio De Sica                                                                      | Italien / Frankreich                                                                         | 1960      |                                                                      |
| … und morgen fahrt ihr zur Hölle, auch: Inferno in den Ardennen                                                             | Dalle Ardenne all’inferno                                                                                                 | Alberto De Martino                                                                    | Italien / Frankreich / Deutschland                                                           | 1967      |                                                                      |
| Undercover | Undercover, auch: Chetnik, auch: Underground Guerrillas                                                                   | Sergei Nolbandov                                                                      | Großbritannien                                                                               | 1943      |                                                                      |
| Underground | Underground | Vincent Sherman                                                                       | USA                                                                                          | 1943      |                                                                      |
| Underground | | Emir Kusturica                                                                        | Bulgarien, Deutschland, Frankreich, Jugoslawien, Tschechische Republik, Ungarn               | 1995      |                                                                      |
| Unruhige Nacht | Unruhige Nacht | Franz Peter Wirth                                                                     | Deutschland                                                                                  | 1955      | Fernsehfilm                                                          |
| Unruhige Nacht | Unruhige Nacht | Falk Harnack                                                                          | Deutschland                                                                                  | 1958      | Remake                                                               |
| Unsere Mütter, unsere Väter                                                                                                 | Unsere Mütter, unsere Väter                                                                                               | Philipp Kadelbach                                                                     | Deutschland                                                                                  | 2012      | Fernsehfilm                                                          |
| Unter dem Sand – Das Versprechen der Freiheit                                                                               | Under sandet | Martin Zandvliet                                                                      | Dänemark                                                                                     | 2015      |                                                                      |
| Unternehmen Barbarossa – Die letzte Offensive                                                                               | Dvoboj za juznu prugu | Zdravko Velimirovic                                                                   | Jugoslawien                                                                                  | 1981      |                                                                      |
| Unternehmen Donnerschlag | Gung Ho!: The Story of Carlson’s Makin Island Raiders                                                                     | Ray Enright                                                                           | USA                                                                                          | 1941      |                                                                      |
| Unternehmen Petticoat | Operation Petticoat | Blake Edwards                                                                         | USA                                                                                          | 1959      |                                                                      |
| Unternehmen Seeadler | Operation Pacific | George Waggner                                                                        | USA                                                                                          | 1951      |                                                                      |
| Unternehmen Tigersprung | Flying Tigers | David Miller                                                                          | USA                                                                                          | 1942      |                                                                      |
| Urlaub bis zum Wecken | Battle Cry | Raoul Walsh                                                                           | USA                                                                                          | 1955      |                                                                      |
| USS Seaviper | USS Seaviper | Ralph A. Villani                                                                      | USA                                                                                          | 2010      |                                                                      |
| V iyune 41-go | V iyune 41-go | Aleksandr Franskevich                                                                 | Russland                                                                                     | 2008      |                                                                      |
| Vater eines Soldaten, auch: Der Vater des Soldaten                                                                          | Otjez soldata, auch: Jariskatsis mama                                                                                     | Reso Tscheidse                                                                        | Sowjetunion                                                                                  | 1964      |                                                                      |
| Verbotene Spiele | Jeux interdits | René Clément                                                                          | Frankreich                                                                                   | 1952      |                                                                      |
| Verdammt in alle Ewigkeit                                                                                                   | From Here to Eternity | Fred Zinnemann                                                                        | USA                                                                                          | 1953      |                                                                      |
| Verrat auf Befehl | The Counterfeit Traitor                                                                                                   | George Seaton                                                                         | USA                                                                                          | 1962      |                                                                      |
| Verrat im Camp 127 | Danger Within | Don Chaffey                                                                           | Großbritannien                                                                               | 1959      |                                                                      |
| Verrat in der Bucht | Ambush Bay | Ron Winston                                                                           | USA                                                                                          | 1966      |                                                                      |
| Vier Panzersoldaten und ein Hund                                                                                            | Czterej pancerni i pies                                                                                                   | Andrzej Czekalski, Konrad Nalecki                                                     | Polen                                                                                        | 1966–1970 | 21-teilige Fernsehserie                                              |
| Virtuti | Virtuti | Jacek Butrymowicz                                                                     | Polen                                                                                        | 1989      | Fernsehfilm                                                          |
| Von Panzern überrollt | Darby’s Rangers | William A. Wellman                                                                    | USA                                                                                          | 1958      |                                                                      |
| Vnimaniye, govorit Moskva                                                                                                   | Внимание, говорит Москва                                                                                                  | Artyom Nazarov                                                                        | Russland                                                                                     | 2005      | Miniserie                                                            |
| Vom Himmel herabgestiegen                                                                                                   | Сошедшие с небес | Natalja Troschtschenko                                                                | Sowjetunion                                                                                  | 1986      |                                                                      |
| Võõra nime all | Võõra nime all | Peeter Urbla                                                                          | Estland / Sowjetunion                                                                        | 1986      | Fernsehfilm                                                          |
| Wake Island | Wake Island | John Farrow                                                                           | USA                                                                                          | 1942      |                                                                      |
| War Devils – Die Kriegsteufel kommen, auch: Kommando Wüstenfüchse                                                           | I diavoli della guerra | Bitto Albertini                                                                       | Spanien / Italien                                                                            | 1969      |                                                                      |
| War Sailor | Krigsseileren | Gunnar Vikene                                                                         | Norwegen / Deutschland / Malta                                                               | 2023      |                                                                      |
| Watashi wa kai ni naritai                                                                                                   | Watashi wa kai ni naritai, auch: I Want to Be a Shellfish                                                                 | Shinobu Hashimoto                                                                     | Japan                                                                                        | 1959      |                                                                      |
| Watashi wa kai ni naritai                                                                                                   | Watashi wa kai ni naritai, auch: I Want to Be a Shellfish                                                                 | Katsuo Fukuzawa                                                                       | Japan                                                                                        | 2008      | Remake                                                               |
| We Dive at Dawn | We Dive at Dawn | Anthony Asquith                                                                       | Großbritannien                                                                               | 1943      |                                                                      |
| Weißer Tiger | Bely Tigr | Karen Schachnasarow                                                                   | Russland                                                                                     | 2012      |                                                                      |
| Wenn das Blut kocht, auch: Barfuß in die Ewigkeit                                                                           | Never So Few | John Sturges                                                                          | USA                                                                                          | 1958      |                                                                      |
| Die Kraniche ziehen auch: Wenn die Kraniche ziehen                                                                          | Letyat zhuravli | Mikhail Kalatozov                                                                     | Sowjetunion                                                                                  | 1957      |                                                                      |
| Went the Day Well? | Went the Day Well? | Alberto Cavalcanti                                                                    | Großbritannien                                                                               | 1942      |                                                                      |
| Werwölfe | Werwölfe | Werner Klett                                                                          | Deutschland                                                                                  | 1973      |                                                                      |
| Windtalkers | Windtalkers | John Woo                                                                              | USA                                                                                          | 2002      |                                                                      |
| Winged Victory | Winged Victory | George Cukor                                                                          | USA                                                                                          | 1944      |                                                                      |
| Winterspelt 1944 | Winterspelt 1944 | Eberhard Fechner                                                                      | Deutschland                                                                                  | 1977      |                                                                      |
| Wir alle sind verdammt | The War Lover | Philip Leacock                                                                        | Großbritannien                                                                               | 1962      |                                                                      |
| World War II: When Lions Roared                                                                                             | World War II: When Lions Roared                                                                                           | Joseph Sargent                                                                        | USA                                                                                          | 1994      | Fernsehfilm                                                          |
| Wszystko, co najwazniejsze…                                                                                                 | Wszystko, co najwazniejsze…                                                                                               | Robert Gliński                                                                        | Polen                                                                                        | 1992      |                                                                      |
| Wyrok na Franciszka Klosa                                                                                                   | Wyrok na Franciszka Klosa                                                                                                 | Andrzej Wajda                                                                         | Polen                                                                                        | 2000      | Fernsehfilm                                                          |
| X-Boote greifen an, auch: Submarine – U-Boote greifen an                                                                    | Above Us the Waves | Ralph Thomas                                                                          | Großbritannien                                                                               | 1955      |                                                                      |
| Yamato – The Last Battle | Otoko-tachi no yamato, auch: Yamato                                                                                       | Junya Satō                                                                            | Japan                                                                                        | 2005      |                                                                      |
| Yanks – Gestern waren wir noch Fremde                                                                                       | Yanks | John Schlesinger                                                                      | Großbritannien                                                                               | 1979      |                                                                      |
| Yûnagi no machi sakura no kuni                                                                                              | Yûnagi no machi sakura no kuni, auch: Yunagi City, Sakura Country                                                         | Kiyoshi Sasabe                                                                        | Japan                                                                                        | 2007      |                                                                      |
| Zehn Italiener für einen Deutschen                                                                                          | Dieci italiani per un tedesco                                                                                             | Filippo Walter Ratti                                                                  | Italien                                                                                      | 1962      |                                                                      |
| Zeit zu leben und Zeit zu sterben                                                                                           | A Time to Love and a Time to Die                                                                                          | Douglas Sirk                                                                          | USA                                                                                          | 1958      |                                                                      |
| The Zone of Interest | The Zone of Interest | Jonathan Glazer                                                                       | USA / Großbritannien / Polen                                                                 | 2023      |                                                                      |
| Zug des Lebens | Train de vie | Radu Mihăileanu                                                                       | Frankreich / Belgien                                                                         | 1998      |                                                                      |
| Zum Überleben verdammt | The Ravagers | Eddie Romero                                                                          | USA / Philippinen                                                                            | 1965      |                                                                      |
| Zur Hölle und zurück | To Hell and Back | Jesse Hibbs                                                                           | USA                                                                                          | 1955      |                                                                      |
| Zurück vom River Kwai, auch: Rückkehr vom River Kwai                                                                        | Return from the River Kwai                                                                                                | Andrew V. McLaglen                                                                    | Großbritannien                                                                               | 1989      |                                                                      |
| Zvezda | Zvezda (Звезда) | Nikolay Lebedev                                                                       | Russland                                                                                     | 2002      |                                                                      |
| Zwei Halbzeiten in der Hölle                                                                                                | Két félidő a pokolban | Zoltán Fábri                                                                          | Ungarn                                                                                       | 1961      |                                                                      |
| Zwischen Himmel und Hölle                                                                                                   | D-Day the Sixth of June                                                                                                   | Henry Koster                                                                          | USA                                                                                          | 1956      |                                                                      |